# 1939
1939 (MCMXXXIX) byl rok, který dle gregoriánského kalendáře započal nedělí.

## Události
Automatický abecedně řazený seznam viz Kategorie:Události roku 1939

### Leden
- 1. leden – Založena firma Hewlett-Packard.
- 27. leden – Rozhodnutí československé vlády o propuštění Židů ze státní služby ČSR.

### Únor
- 2. únor – Maďarská armáda vstupuje na území Podkarpatské Rusi ČSR.
- 14. únor – Na vodu je spuštěna německá bitevní loď Bismarck o výtlaku 41 700 tun.
- 24. únor – Maďarsko přistupuje k paktu proti Kominterně.

### Březen
- 2. březen – Papežem byl zvolen Pius XII.
- 3. březen – Stalinův emisar Jarcev předkládá Finsku sovětské návrhy na zabezpečení proti německé agresi – později odmítnuty
- 8. březen – Hitler informuje říšskou reprezentaci o tom, že ČSR kvůli nesnesitelné situaci v Praze bude obsazena nejpozději do týdne
- 10. březen – Stalinův projev k delegátům XVIII. sjezdu strany V Moskvě – nástin možných budoucích válek
- 14. březen
  - Snem Slovenskej krajiny odhlasoval odtržení Slovenska a utvoření samostatného Slovenského státu (Jozef Tiso prezidentem)
  - začátek německé okupace Čech, Moravy a Slezska
  - vojáci českého 8. pluku v Místku kladou ozbrojený odpor německým jednotkám (bitva o Czajankova kasárna)
- 15. březen
  - německá okupace českých zemí, obsazení Čech a Moravy (německý IV. a XVI. sbor) – operace Marzwirbel
  - zahájena první masová zatýkací akce v ČSR zaměřená proti všem potenciálním odpůrcům Říše – akce Gitter (Mříže)
  - Podkarpatská Ukrajina vyhlašuje nezávislost na ČSR
- 16. březen
  - maďarské jednotky okupují s německým souhlasem Podkarpatskou Ukrajinu
  - zřízení Protektorátu Čechy a Morava, jmenování protektorátní vlády (ČSR)
- 17. březen – zavedení pravostranného silničního provozu v Protektorátu Čechy a Morava (ČSR)
- 18. březen – Konstantin von Neurath jmenován říšským protektorem (ČSR)
- 19. březen – německá vojenská přehlídka na Václavském náměstí v Praze u příležitosti Dne branné moci (ČSR)
- 21. březen – položen základ vzniku Národního souručenství (jediné politické strany v Protektorátu Čechy a Morava)
- 23. březen
  - Německo anektuje litevské město Klaipėda (Memel) obývané etnickými Němci
  - podepsání slovensko-německé „smlouvy o ochraně“
- 26. březen – zavedení pravostranného silničního provozu v Praze
- 27. březen – generál Franco přistupuje k paktu proti Kominterně (Španělsko)
- 28. březen – španělská občanská válka končí naprostým vítězstvím nacionalistických sil
- 29. březen
  - Estonsko a Lotyšsko je prostřednictvím vyslanců varováno, aby neuzavíralo smlouvy ohrožující bezpečnost a zájmy SSSR
  - šéf civilní správy Konrad Henlein vydává nařízení zakazující židovskému obyvatelstvu volně disponovat majetkem (ČSR)
- 31. březen – na základě událostí z 15. března v ČSR Velká Británie a Francie deklarují garanci celistvosti polských a rumunských hranic

### Duben
- 1. duben
  - nacionalisté ve Španělsku vyhlašují občanskou válku za skončenou
  - spuštěna na vodu německá bitevní loď Tirpitz (Wilhelmshaven)
- 2. duben – zahájen nábor do Národního souručenství (jediné politické strany v Protektorátu Čechy a Morava)
- 5. duben – do Prahy přicestoval říšský protektor Konstantin von Neurath (ČSR)
- 6. duben – Británie, Francie a Polsko podepisují smlouvu o vzájemné pomoci v případě napadení
- 7. duben – Itálie napadá Albánii
- 9. duben – italská vojska obsazují Tiranu (Albánie), král Zog I. prchá do Řecka
- 13. duben – Británie a Francie se zavazují podporovat Rumunsko a Řecko
- 15. duben – od tohoto data se po ukončení vojenské správy začíná v Protektorátu formovat gestapo (ČSR)
- 17. duben
  - německý státní tajemník nabízí v Berlíně sovětskému vyslanci sérii dohod o politickém a ekonomickém sblížení Německa a SSSR
  - SSSR navrhuje trojalianci s Británií a Francií (problémy: nasazení vojenských sil v případě útoku, garance pro pobaltské státy a Finsko)
- 27. duben
  - Británie znovu zavádí vojenské odvody
  - státní prezident Emil Hácha jmenoval gen. Aloise Eliáše ministerským předsedou nově formované protektorátní vlády (ČSR)
- 28. duben – německá vláda oznamuje jednostranné vypovězení anglo-německé námořní smlouvy
- 30. duben – v Krakově ustavena tzv. Zahraniční vojenská skupina československá v Polsku

### Květen
- 3. květen – spuštěna na vodu britská bitevní loď Prince of Wales
- 5. květen
  - vojáci 1. československé jednotky zformované v Polsku přísahají v Krakově věrnost ČSR
  - rozkaz Reinharda Heydricha ke zformování gestapa v Protektorátu Čechy a Morava.
- 6. květen – převoz ostatků K. H. Máchy z Litoměřic do Prahy – jedna z mohutných protiokupačních a protinacistických demonstrací
- 11. květen – sovětský průzkumný letoun R-5 sestřelen japonskou stíhačkou Ki-10 na mongolsko-čínském pomezí
- 12. květen – pohraniční střet mongolské 6. jízdní divize s japonským 8. plukem bargutské jízdy
- 13. květen – japonské letectvo zahajuje operační činnost v oblasti Chalchyn-Golu (Mongolská-mandžuská hranice)
- 17. květen – Švédsko, Norsko a Finsko odmítají německou nabídku na podepsání smlouvy o neútočení
- 19. květen – Molotov žádá Finsko o podrobnosti k finskému záměru opevnit Alandské ostrovy – odmítnuto
- 22. květen – Německo a Itálie podepisují tzv. Ocelový pakt
- 27. květen – Sovětská letecká bombardovací akce proti Charbinu (Mongolsko-mandžuská hranice)
- 28. květen
  - silné letecké souboje na mongolsko-mandžuské hranici
  - japonský útok na sovětsko-mongolské pozice, boje do 29. května 1939

### Červen
- 2. červen – Žukov jmenován velitelem sovětských sil
- 5. červen – podplukovník Ludvík Svoboda ilegálně uniká poblíž Ostravy do Polska
- 6. červen – ratifikace smlouvy o Alandských ostrovech ve finském parlamentu
- 11. červen – Ludvík Svoboda pověřen československým konzulátem v Krakově řízením československé vojenské jednotky
- 18. červen – návštěva britského generála Waltera Kirkea ve Finsku – diplomatické konzultace o finských záměrech
- 21. červen – výnos říšského protektora o zavedení Norimberských zákonů v českých zemích (ČSR)
- 30. červen
  - přidělení bývalého pracovního tábora v Malých Bronowicích československé jednotce (Polsko)
  - v Protektorátu vzniká Národní odborová ústředna zaměstnanecká (povinně spojující téměř 700 odborových organizací a spolků)

### Červenec
- 1. červenec – přijetí britského a francouzského vyslance v Moskvě – požadavek podpory sovětských „garancí ochrany“ pobaltských republik
- 2. červenec – 80 japonských tanků zahajuje útok na postavení sovětského 149. střeleckého pluku a 9. motomechanizované brigády na jihu Mongolska
- 4. červenec – vrcholí těžké sovětsko-japonské boje o Bain Cagan v jihovýchodním Mongolsku
- 7. červenec – opakovaný útok japonské 23. divize západně od Chalchyn golu (jihovýchodní Mongolsko)
- 9. červenec – Winston Churchill vybízí vládu k utvoření vojenské aliance se SSSR
- 18. červenec – americký prezident Franklin D. Roosevelt žádá Kongres o revizi zákona o neutralitě
- 19. červenec – ve Varšavě přislíbena britská podpora Polskému státu v případě jeho napadení. (generál W. E. Ironside)
- 21. červenec – říšský protektor nařizuje zřízení Ústředny pro židovské vystěhování (ČSR)
- 23. červenec
  - irská vláda staví IRA (Irskou republikánskou armádu) mimo zákon
  - japonská armáda zahajuje další útoky proti sovětským přepravištím přes řeku Chalchyn gol (Mongolsko)
  - Mahátma Gándhí, indický duchovní vůdce, píše osobní dopis Hitlerovi žádající zabránění jakékoli možné válce
- 25. červenec
  - velení Kuang-tungské armády zastavuje boje na mongolsko-mandžuském pomezí
  - první nařízení o zavedení všeobecné pracovní povinnosti pro muže ve věku 16–25 let na území Protektorátu Čechy a Morava
- 26. červenec – vláda USA vypovídá americko-japonskou obchodní smlouvu z roku 1919

### Srpen
- 2. srpen
  - v Paříži zřízena československá vojenská kancelář
  - porada japonského generálního štábu – rozhodnutí provést v oblasti Nomonchanu generální ofenzívu proti sovětským vojskům (Mandžusko)
- 10. srpen
  - císař Hirohito stvrzuje operaci v Nomonchanu
  - vytvoření japonské 6. armády
- 12. srpen – v Bratislavě je podepsána smlouva o tzv. ochranném pásmu mezi Německem (Hans Bernard) a Slovenskem (Jozef Tiso)
- 14. srpen
  - německá vláda vyjadřuje ochotu akceptovat sovětské požadavky v Pobaltí výměnou za sovětský souhlas s akcí proti Polsku
  - vyhláška policejního ředitelství v Praze zakazující Židům návštěvy veřejných podniků (ČSR)
- 15. srpen
  - admirál Karl Dönitz odvolán z dovolené do Kielu, aby zde připravil rozkazy k mobilizaci a pohotovosti ponorek, pro jejich nasazení
  - německé kapesní bitevní lodě Deutschland a Admiral Graf Spee spolu s 21 ponorkami vyplouvají „na lov“ do Atlantského oceánu
- 19. srpen
  - prvních 14 německých ponorek typu VII a IX začíná zaujímat pozice kolem Britského souostroví (do 21. srpna)
  - neočekávaný Žukovův útok proti japonské 6. armádě na mandžuské hranici (Chalchyn gol)
- 20. srpen – sovětská 1. tanková brigáda a 8. mechanizovaná brigáda útočí na japonské jednotky v prostoru Písečné hory (Mandžuská hranice).
- 21. srpen
  - porada Hitlera a vojenských velitelů v Berchtesgadenu – oznámení úmyslu řešit „polský problém“
  - německé válečné námořnictvo provádí rozmisťování hladinových lodí a ponorek
- 23. srpen
  - Německo uzavírá s SSSR pakt o neútočení, v jehož tajných dodatcích si rozdělili sféry vlivu
  - sovětská vojska dosahují Nomonchanu (Mandžusko), zhroucení japonské obrany
  - v Gdaňsku je proveden nacistický puč
  - letadla RAF začínají provádět průzkumné lety nad Severním mořem za účelem odhalení německých námořních sil
- 24. srpen
  - japonská 14. pěší divize obklíčena a likvidována sovětskými vojsky (Mongolsko-mandžuská hranice)
  - mobilizace všech jednotek polského bojového letectva
  - Von Rundstedt dostává rozkaz k vytvoření velitelství Skupiny armád Jih (v rámci příprav invaze do Polska)
  - 2. nařízení o všeobecné pracovní povinnosti pro muže ve věku 16–25 let na území Protektorátu (ČSR)
- 25. srpen
  - pumový útok IRA v Coventry (Británie)
  - uzavření britsko-polské dohody o vzájemné pomoci
  - 1. Hitlerův rozkaz k zahájení operace Weiss – invaze do Polska dne 26. srpna ve 4:30 (rozkaz byl večer odvolán)
  - v Praze dochází k zatýkání členů odbojové organizace Zdeňka Schmoranze
  - po 16. hodině vplouvá do Gdaňského přístavu německá školní loď Schleswig-Holstein („přátelská návštěva“)
- 26. srpen
  - sovětská 6. tanková brigáda útočí na pozice japonské 14. a 23. divize, obklíčení (Mongolsko-mandžuská hranice)
  - rozkaz polským leteckým jednotkám k rozmístění na polní letiště
- 27. srpen
  - slovenská vláda vyhlašuje mobilizaci
  - na moře vyplouvá dalších 6 německých ponorek
- 28. srpen
  - Německo formálně ruší smlouvu o neútočení s Polskem podepsanou v roce 1934
  - německá kapesní bitevní loď Deutschland odplouvá do severního Atlantiku
- 29. srpen – Tři polské torpédoborce ORP Burza, ORP Grom a ORP Błyskawica prchají v rámci operace Peking do Velké Británie, kam připlouvají 1. září
- 30. srpen
  - pád japonské vlády Kiičira Hiranumy
  - odjezd československé jednotky do výcvikového tábora Leszná u Baranovičů v tehdejším Polsku
  - všeobecná mobilizace v Polsku, uzavření koridoru mezi Východním Pruskem a Německem
  - Polsko odesílá své 3 torpédoborce (Burza, Grom, Blyskawica) a 1 ponorku do Británie a 3 ponorky do západního Baltu
- 31. srpen
  - definitivní rozdrcení japonské 6. armády v Mandžusku, zastavení sovětsko-japonských bojů
  - nejvyšší sovět SSSR jednomyslně schvaluje uzavření sovětsko-německé smlouvy o neútočení
  - italský ministr zahraničí Ciano sděluje, že Itálie nebude v žádném případě bojovat proti Británii a Francii
  - povolání záložníků Royal Navy, britské loďstvo je uvedeno do válečného stavu
  - u jižního Grónska doplňuje německá kapesní bitevní loď Deutschland zásoby z tankeru Westerwald
  - Hitlerův konečný rozkaz k zahájení operace Fall Weiss – k invazi do Polska dne 1.9. ve 4:45
  - předstíraný útok na německou rozhlasovou stanici v Gliwicích

### Září
- 1. září
  - napadení Polska Německem, zahájení operace Fall Weiss, začátek druhé světové války
  - německý letecký útok na nebráněné město Wieluń (Polsko, 4:40 ráno), první bombardování tohoto druhu (terror bombing)
  - ve 4:45 ráno německá cvičná bitevní loď Schleswig-Holstein zahajuje palbu na polské námořní depo a posádku na Westerplatte
  - asi v 7 h. ráno se odehrává u vesnice Nieporet (Polsko) první velká letecká bitva (64 letadel P-11 proti 100 letadel He-111, Do-17, Bf-110)
  - zatýkání v Protektorátu Čechy a Morava – německá operace Albrecht I. – v Čechách zatčeno 1247 osob
  - v Německu je vydán zákaz vycházení židům po 21. hodině
  - Mussolini vyhlašuje neutralitu Itálie
  - Slovenská republika vyhlašuje Polsku válku. Stává se tak prvním oficiálním spojencem Německa
- 2. září
  - Velká Británie zaslala Německu ultimátum, Itálie vyhlásila svou neutralitu
  - všeobecná mobilizace v Británii a Francii
  - polské síly ve Wieluni se vzdávají německé 10. armádě
- 3. září
  - Velká Británie, Francie, Austrálie a Nový Zéland vyhlašují Německu válku
  - v 11:15 dostávají všechny lodě britského námořnictva signál „Total Germany“ sdělující, že Británie a Německo jsou ve válce
  - německé válečné lodě ostřelují polská postavení na poloostrově Hel a Westerplatte v Gdaňsku
  - německými leteckými útoky jsou potopeny polský torpédoborec Wicher a minonoska Gryf
  - dekret polského prezidenta o vytvoření československé vojenské jednotky v Polsku (velitelem armádní generál Lev Prchala)
  - německá ponorka U-30 torpéduje britský osobní parník SS Athenia (112 lidí zahynulo, z toho 28 Američanů)
  - přesun britské 3. divize torpédoborců do Gibraltaru
  - Neville Chamberlain jmenuje Winstona Churchilla prvním lordem admirality
  - britské letectvo provádí první nálet na Německo (10 letounů Whitley shazuje 13 tun letáků nad Hamburkem a Brémami
- 4. září
  - končí bitva u Mlawy, polská armáda Modlin ustupuje
  - zahájení přesunu britských expedičních sil do Francie (až 3. říjen 1939)
  - britské letouny typu Bristol Blenheim z 2. skupiny bombardují základnu Kriegsmarine ve Wilhelmshavenu
  - britské letouny typu Vickers Wellington bombardují německé lodě v Brunsbüttelu, ztráta dvou letadel
- 5. září
  - USA deklarují neutralitu v začínající válce
  - polské síly v oblasti Piotrkowa se vzdávají německé 10. armádě
  - v 8:15 potápí U 47 (kapitána Günthera Priena) britskou loď Bosnia, první úspěch kpt. Priena, budoucího ponorkového esa
  - Maroko vyhlašuje válku Německu
  - Japonsko vyhlašuje komuniké o svém nevměšování se do válečného konfliktu
  - Egypt přerušuje diplomatické styky s Německem
  - po 14. hodině dochází k dalšímu ponorkovému útoku, německá ponorka U-48 (kapitán Herbert Schultze) potápí britskou loď Royal Sceptre
- 6. září
  - Jižní Afrika vyhlašuje Německu válku
  - dobytí Krakova, Piotrków Trybunalski kapituluje, polské síly se stahují na řeky Narva, Visla a San
- 7. září
  - pád polské pevnosti a námořního depa ve Westerplatte (major Henryk Sucharski)
  - obranné pozice na Narvě se začínají stahovat na řeku Bug, Tarnów dobyt vojsky německé 14. armády
  - polský prezident Ignacy Mościcki opouští spolu s vládou Varšavu
  - protektorátní vláda schvaluje stanovisko Úřadu říšského protektora ohledně vyvěšování vlajek a hraní hymen
- 8. září
  - Němci uzavírají 1. velké obklíčení polských vojsk v prostoru Kielce – Radom a dosahují Varšavy, boje do 12. září 1939
  - konec veškerého polského odporu na Westerplatte
  - Němci zahajují druhý velký manévr s cílem obklíčit Brest-Litovsk a Lvov (německý 19. sbor, generál Heinz Guderian)
  - celkové zničení polského námořního letectva umístěného v zálivu poloostrova Hel u Gdaňska při náletu německých Ju-87
  - britská BBC začíná s pravidelnými denními relacemi v českém jazyce
- 9. září
  - začíná bitva na Bzuře, největší bitva polského tažení
  - první německý útok na Varšavu
- 10. září
  - Kanada vyhlašuje Německu válku
  - německá 30. pěší divize 8. armády zasažena polským útokem z prostoru Poznaňska (bitva na Bzuře)
  - Piatek dobyt jednotkami 14. polské pěší divize (bitva na Bzuře)
  - kapitulace Poznaně, začátek obrany pevnosti Modlin
  - v nočních hodinách pokládají britské torpédoborce HMS Express a HMS Esk první minové pole před německým pobřežím
- 11. září
  - evakuace tábora v Lešně, přesun československé vojenské jednotky dále na východ
  - polské ponorky dostávají rozkaz pokusit se proniknout do Anglie
  - pokračují sovětsko-finské rozhovory v Moskvě – finský návrh na obchodní dohodu, nezájem ze strany SSSR
- 12. září
  - Lewice dobyta jednotkami polské 16. pěší divize (bitva na Bzuře).
  - Protiútok německé 8. armády proti polské 17. pěší divizi, odražen (bitva na Bzuře).
  - Białystok dobyt vojsky německé 3. armády.
  - Édouard Daladier přebírá funkce francouzského ministerského předsedy, ministra zahraničí a ministra války.
- 13. září
  - dokončeno přeskupení tří polských armád na severní břeh Bzury (bitva na Bzuře)
  - německá berlínská 3. pěší divize proniká přes Vislu jižně od Varšavy a obrací na útěk polský 19. pěší pluk směrem na Lack
  - německé bombardování Frampolu (Polsko), 90 % města zničeno, první plošné bombardování od začátku války
  - ubytování československé jednotky u Tarnopole, účast na protiletadlové obraně
  - německé jednotky dokončují obklíčení Varšavy
- 14. září
  - polská 4. a 16. pěší divize (armáda Pomorze) zahajují útok na styk německé 8. a 10. armády (bitva na Bzuře)
  - německé jednotky obsazují Gdyni a Brest-Litovsk, Siedice dobyta vojsky německé 3. armády
  - severozápadně od Irska potápějí britské torpédoborce HMS Faulknor, HMS Foxhound a HMS Firedrake německou ponorku U-39, posádka zajata
  - polská ponorka ORP Orzeł spouští kotvy v Tallinu a žádá estonské úřady o možnost opravy a přesun nemocného velitele na pevninu
- 15. září
  - polská armáda Pomorze přechází do obrany na severním břehu Bzury (bitva na Bzuře)
  - první britský transatlantický konvoj vyplouvá z Halifaxu (Nové Skotsko)
- 16. září
  - německá 8. armáda přebírá aktivitu a zahajuje likvidaci polské Pomořanské a Poznaňské armády u Bzury (bitva na Bzuře)
  - německá vojska dokončují obchvatný manévr Varšavy
  - podepsáno sovětsko-japonské příměří
  - Sovětský svaz uznává Slovenskou republiku
  - polská ponorka ORP Orzeł internována estonskými úřady Tallinu, které jednají na nátlak vlád Německa a Sovětského Svazu
- 17. září
  - Sovětský svaz napadl Polsko, sovětská vojska postupují na dohodnutou demarkační linii (původně podél řek Narew, Visla a San), organizovaný odpor polské armády se začíná hroutit
  - Němci přechází znovu do útoku podél obou břehů Bzury k severu (1. a 4. tanková divize, 18. a 19. pěší divize)
  - kapitulace Lublinu (Polsko), polský prezident a vláda emigrují do Rumunska, rozkaz k evakuaci vydává též velitel letectva
  - Kutno obsazeno vojsky německé 8. armády
  - přechod československé vojenské jednotky na sovětskou stranu v oblasti mezi Polskem a Ukrajinou
  - potopení britské letadlové lodi HMS Courageous v Atlantiku německou ponorkou U-29 (518 mrtvých, jde o první potopenou britskou válečnou loď ve 2. světové válce)
  - nové protektorátní nařízení ohledně tisku, vymezení poslání, snaha o ideologizaci (ČSR)
- 18. září
  - polská ponorka Orzel uniká z estonského zajetí a po útocích estonských a ruských plavidel pokračuje do Anglie
  - další polská ponorka Rys internována ve Švédsku
  - největší tanková bitva v polském tažení u Tomaszów Lubelski (80 polských tanků)
  - polská vláda, prezident a generální štáb ustupují do Rumunska, internace
  - ustává polský odpor v kotli po rozsáhlé německé obkličovací akci na Bzuře (Polsko)
  - po těžkých bojích Rusové obsazují Vilnius (později i Grodno a Lvov), setkání s Němci v Brest-Litevsku
  - protektorátní vláda stvrzuje rozhodnutí Syrového vlády z října 1938 – 28. říjen nebude nadále považován za st. svátek (ČSR)
- 19. září
  - polská 15. pěší divize se stahuje na čáru Sanniky-Budy Staré Witkowice
  - polská armáda zastavuje organizovaný boj
  - 189 mužů ze skupiny Českých legionářů pod vedením podplukovníka Svobody přechází k sovětským vojskům
- 20. září – britské torpédoborce HMS Forrester a HMS Fortune potápějí 60 mil západně od Hebrid německou ponorku U-27 (kpt. Franz)
- 21. září
  - Reinhard Heydrich oznamuje, že všichni polští Židé budou uvězněni v ghettech
  - polská ponorka Wilk připlouvá na britskou námořní základnu Scapa Flow
- 22. září
  - estonský ministr zahraničí Karl Selter je vystaven v Moskvě tlaku na okamžité uzavření smlouvy o vzájemné pomoci
  - čs. jednotka je umístěna v Kamenci Podolském, přejmenována na Východní skupinu čs. armády
  - Sovětské jednotky obsadily Lvov
- 23. září – Rusové dosahují řeky Bug, předem dohodnuté linie táhnoucí se z Východního Pruska
- 25. září
  - zahájeno dělostřelecké bombardování obklíčené Varšavy
  - polská ponorka Zbik internována ve švédském přístavu Sandham
- 26. září
  - zahájeno plošné bombardování Varšavy. 400 německých letadel, 486 tun trhavých a 72 tun zápalných bomb – operace Wasserkante
  - 2 těžké německé nálety na polskou pevnost Modlin
  - počátek soustřeďování 160 000 sovětských vojáků v pohraničních opevněních u města Narvy v Estonsku
  - německá média uveřejňují nepravdivou zprávu o potopení britské letadlové lodi HMS Ark Royal
- 27. září
  - Polský protinacistický odboj: Náčelnická rada harcerů založila harcerskou odbojovou organizaci Szare Szeregi.
  - Sovětská provokace vůči Estonsku – zinscenovaný ponorkový útok na sovětskou dopravní loď Mětallist v Narvském zálivu
- 28. září
  - kapitulace obklíčené Varšavy
  - konec polského tažení, porážka Polska, podepsání rusko-německé smlouvy o rozdělení Polska
  - po jednáních v Moskvě podepsána sovětsko-estonská smlouva o vzájemné pomoci, narušení estonské suverenity
  - v Paříži se tvoří polská exilová vláda, Władysław Raczkiewicz prezidentem, Władysław Sikorski vrchním velitelem
- 29. září
  - kapitulace polské pevnosti Modlin
  - rozdělení Polska mezi Německo a Rusko
  - ustavení první čs. vojenské jednotky v Agde ve Francii
- 30. září – v Paříži zřízena polská exilová vláda, prezident Polska Ignacy Mościcki rezignuje, jeho nástupcem W. Raczkiewicz

### Říjen
- 1. říjen
  - Karl Dönitz povýšen na kontradmirála s titulem „Befehlshaber der U-boote“
  - na celém území protektorátu zavedeno přídělové hospodářství na potraviny a pohonné hmoty
- 2. říjen
  - bitva o Kock (Polsko), poslední polský odpor německé a sovětské invazi (do 6.10.)
  - kapitulace obránců poloostrova Hel v Gdaňsku
  - USA uznává polskou vládu v Paříži
- 3. říjen – prezident Roosevelt vyhlašuje neutralitu USA vůči evropskému konfliktu
- 5. říjen
  - německá vítězná přehlídka ve Varšavě
  - po jednáních v Moskvě podepsána sovětsko-lotyšská smlouva o vzájemné pomoci, SSSR může využívat základnu Liepāja
  - Sovětský svaz vznáší územní a strategické požadavky vůči Finsku
  - kapitulace jednotek generála Franciszka Kleeberga ukončila organizovaný odpor polské armády
- 6. říjen – vstupuje v platnost vládní nařízení ustanovující protektorátní symboliku – znak, vlajku apod. (ČSR)
- 8. říjen
  - Německo vyhlašuje anexi západního Polska
  - německá ponorka U-12 se potápí na minách nakladených v Doverské úžině
- 9. říjen – obchodní loď City of Flint (USA) zajata německou kapesní bitevní lodí Deutschland v Atlantiku
- 10. říjen – po jednáních v Moskvě podepsána sovětsko-litevská smlouva o vzájemné pomoci – SSSR může využívat základnu Klaipėda
- 12. říjen – v Moskvě začínají dvoustranná jednání mezi Finskem a SSSR – formulovány sovětské územní a strategické požadavky
- 14. říjen
  - ponorka U 47 Günthera Priena pronikla do hlavní základny britského námořnictva Scapa Flow a potopila HMS Royal Oak
  - polská ponorka Orzel připlouvá po dramatické plavbě z Baltského moře do Rosythu (Anglie)
- 16. říjen – Německo zahajuje používání magnetických námořních min
- 17. říjen – východní skupina čs. armády se přesouvá do osady Olchovce (Ukrajina)
- 18. říjen
  - z Ostravy vypraven první transport židovských obyvatel v rámci Akce Nisko
  - jednání představitelů skandinávských zemí (do 19.10.)
- 20. říjen – velkoadmirál Raeder předkládá Hitlerovi plán okupace Norska (Hitler odmítá)
- 23. říjen – v Moskvě začíná 2. kolo jednání mezi Finskem a SSSR – sovětské hrozby i nabídka ústupků (do 24.10.)
- 26. říjen – Jozef Tiso zvolen prezidentem Slovenské republiky
- 28. říjen
  - jednotky SS zakládají první židovské ghetto ve městě Piotrków Trybunalski (Polsko)
  - masové demonstrace v Praze proti německé okupaci, na křižovatce ulic Žitná a Ve Smečkách smrtelně postřelen medik Jan Opletal
- 29. říjen – maršál Vorošilov zadává vojenskému velení zpracování plánu útoku proti Finsku a zničení finské armády
- 31. říjen – ministr zahraničí SSSR – Molotov – prohlašuje, že SSSR chce zůstat neutrální

### Listopad
- 1. listopad
  - velící admirál Středomořského loďstva Cunningham přesouvá svůj štáb na Maltu (dříve Warspite)
  - Německo formálně připojuje západní Polsko k Říši
- 2. listopad – J. V. Stalin formálně připojuje východní Polsko k SSSR
- 3. listopad – v Moskvě začíná 3. kolo jednání mezi Finskem a SSSR – jednání nevede k žádnému výsledku
- 6. listopad – východní skupina čs. armády se přesouvá do města Jarmolince v SSSR
- 8. listopad
  - Adolf Hitler těsně unikl atentátu Georga Elsera.
  - Hitlerův provokační projev v Mnichově u příležitosti Mnichovského puče využit k předstíranému bombovému útoku.
- 11. listopad – ve Všeobecné nemocnici na 1. chirurgické klinice prof. Arnolda Jiráska v Praze umírá Jan Opletal
- 13. listopad
  - britský torpédoborec Blanche potopen magnetickou minou v britských vodách
  - konec neúspěšných sovětsko – finských jednání o odstoupení finských území na Karelské šíji, města Hanko aj.
- 15. listopad
  - pohřeb Jana Opletala v Praze, demonstrace cca 5000 studentů v ulicích
  - spuštěna na vodu italská bitevní loď Impero – třídy Littorio (nikdy nebyla úplně dokončena)
- 16. listopad
  - Hitler povoluje neomezenou obchodní válku a napadání mořských cest
  - představitelé Protektorátu povoláni k Hitlerovi, rozhodnutí rázně zakročit proti studentům a uzavřít VŠ na dobu 3 let
- 17. listopad – uzavřeny české vysoké školy, vedoucí představitelé vysokoškoláků byli zatčeni a popraveni, stovky českých studentů byly zbity a odvlečeny do koncentračních táborů
- 18. listopad
  - zatčení čeští studenti starší 20 let (1264 studentů) odvezeni do koncentračního tábora Sachsenhausen
  - vyhlášeno třídenní stanné právo v obvodu velké Prahy a přilehlých okresech Praha-venkov, Kladno, Beroun, Hořovice
- 21. listopad
  - potopení britského torpédoborce Gipsy magnetickou minou, lehký křižník Belfast vážně poškozen jinou magnetickou minou
  - poprvé je úspěšně vylovena a zneškodněna německá magnetická mina (u Británie)
  - německé bitevní křižníky Gneisenau a Scharnhorst pronikají u Shetland do Atlantiku (hned návrat, předstíraný průlom)
- 23. listopad – německé bitevní křižníky Gneisenau a Scharnhorst potápějí u Islandu britský pomocný křižník Rawalpindi
- 26. listopad
  - ruská pohraniční provokace u jäppilského mostu přes řeku Rajajoki (Finsko) – ruská palba z děla, obráceno proti Finsku
  - německý bitevní křižník Gneisenau je poškozen na rozbouřeném moři
- 27. listopad – německý bitevní křižník Gneisenau a Scharnhorst se vrací do Kielu
- 28. listopad
  - další sovětské ponorky vyslány do Baltského moře monitorovat námořní provoz kolem Finska
  - Rusko vypovídá pakt o neútočení Finsku, jako odpověď na „kroky finské vlády ohrožující bezpečnost Leningradu“
- 29. listopad – Sovětský dekret – obyvatelstvo obsazené části Polska se stává sovětskými občany (= represálie)
- 30. listopad
  - lidový komisariát obrany vydává v 00:15 Leningradskému vojenskému okruhu rozkaz k zahájení invaze do Finska téhož dne ráno
  - dělostřelectvo leningradského vojenského okruhu zahajuje v 6:50 palbu na finské cíle, zahájeno letecké bombardování finských měst
  - Sovětský svaz napadá Finsko (v 8:00), začíná Zimní válka, mohutný úder ruské 7., 8., 9. a 14. armády (600 tisíc mužů)

### Prosinec
- 1. prosinec
  - část sil sovětského Baltského loďstva ostřeluje baterii finského dělostřelectva na ostrově Russarö (JZ od Helsinek)
  - jednotky sovětské 70. střelecké divize dobývají město Terijoki ve Finsku
  - finský premiér Cajander podává demisi své vlády během jednání Státní rady
- 2. prosinec
  - jednotky sovětské 139. střelecké divize dobývají městečko Suojärvi ve Finsku
  - první zasedání nově utvořené finské vlády, Premiérem Risto Ryti, cílem je ukončit válečné akce a dosáhnout příměří
  - mohutný sraz pražské NSDAP na Staroměstském náměstí v Praze u příležitosti jejího založení
- 3. prosinec – bitva o vesnici Linna ve Finsku
- 4. prosinec
  - jednotky sovětské 139. střelecké divize obsazují město Raukhala ve Finsku
  - dokončeny opravy německého bitevního křižníku Gneisenau, Gneisenau je přemístěn do Wilhelmshavenu
  - německá ponorka U-36 potopena britskou ponorkou Salmon u Kristiansundu v Norsku – 1. ponorka potopená jinou ponorkou
- 5. prosinec – Finové likvidují sovětskou předsunutou jednotku ve směru na Suomussalmi a zmocňují se kompletní sady sovětských šifer
- 6. prosinec
  - nájezd člunů sovětské Ladožské vojenské flotily na Taipale (Finsko) – neúspěch
  - likvidace celé ruské divize při útoku na finské linie u Taipale (Mannerheimova linie) (do 11.12.)
  - předvoj sovětské 56. střelecké divize dosahuje předměstí města Loimola – pak postup zastaven Finy
- 7. prosinec – Finové vyklízejí Suomussalmi před postupující sovětskou 163. střeleckou divizí (obsazení města, Finsko)
- 8. prosinec
  - komodor 1. st. Kuzněcov vyhlašuje úplnou blokádu finského pobřeží od ústí řeky Torni po ústí Finského zálivu
  - noční přepad ruských jednotek dvěma finskými jednotkami
  - sovětská 163. střelecká divize zastavena v oblasti Suomussalmi finským 16. samostatným praporem
- 9. prosinec
  - Finové rozmisťují v oblasti Suomussalmi dva pluky 9. pěší divize (viz Bitva o Suomussalmi a Zimní válka)
  - jednotky sovětské 155. střelecké divize se dostávají k městům Kallioniemi a Oinaansalmi (Finsko), pak zastaveny Finy
  - na schůzce u Stalina rozhodnuto o vytvoření Hlavního stanu vrchního velení (tzv. Stavka)
- 10. prosinec
  - útok 139. sovětské divize na Karelské šíji – malá razantnost
  - jednotky sovětské 122. střelecké divize dobývají město Salla ve Finsku
  - sovětská ponorka Šč-322 potápí švédský nákladní parník s nákladem celulózy pokoušející se projet námořní blokádou
  - sovětské torpédoborce Leningrad, Minsk a Stěreguščij ostřelují finská pobřežní postavení u Saarenpää ve Finsku
  - nový britský křižník Belfast těžce poškozen po najetí na magnetickou minu
- 11. prosinec
  - začátek 14 dní trvajícího finského protiútoku na Suomussalmi a směrem na vesnici Juntusranta – porážka ruské 44. divize
  - společnost národů sestavuje zvláštní výbor shromáždění zástupců k řešení finsko-ruské krize
- 12. prosinec
  - finský protiútok na Karelské šíji v oblasti Tolvajärvi proti sovětské 139. střelecké divizi (do 13.12.)
  - zvláštní výbor Společnosti národů vyzývá SSSR a Finsko k zastavení bojových akcí
- 13. prosinec – námořní bitva u ústí Rio de La Plata (do 17.12)
- 14. prosinec
  - Rusové vyklízejí pozice v průsmyku Ristisalmi po finském protiútoku
  - britský nálet na Schilligskou rejdu, 7 britských Wellingtonů sestřeleno
  - finské protiútoky na postavení sovětské 163. pěší divize v Suomussalmi (odraženy)
  - Sovětský svaz vyloučen ze Společnosti národů jako agresor poté, co ignoroval požadavky na ukončení bojů
- 15. prosinec
  - druhý sovětský útok (Mereckov) na Karelské šíji – neúspěch
  - odražení další ruské divize u Taipale – zničeno 18 ruských tanků z 50
  - zavedení přídělového systému u textilu, šatů a obuvi na území Protektorátu
- 17. prosinec
  - potopena kapesní bitevní loď Admiral Graf Spee
  - odražení 3. ruské divize při útoku na finská postavení u Taipale
  - sovětský útok u Summy ve Finsku na Mannerheimovu linii – neúspěch
- 18. prosinec
  - jednotky sovětské 139. a 75. střelecké divize dosahují při ústupu Ägläjärvi (Finsko)
  - letecká bitva nad Německým (Helgolandským) zálivem, 11 britských Wellingtonů sestřeleno
- 27. prosinec – zemětřesení ve východní Anatolii (Turecko) zcela zničilo město Erzican, okolo 100 000 mrtvých

### Probíhající události
- Španělská občanská válka (1936–1939)
- Druhá čínsko-japonská válka (1937–1945)
- Druhá světová válka (1939–1945)

## Vědy a umění
- 5. února – V Mnichově proběhla světová premiéra opery Carla Orffa Měsíc.
- 13. říjen –
  - Premiéra českého filmu Svátek věřitelů s Jaroslavem Marvanem v hlavní roli
  - Premiéra českého filmu Jiný vzduch režiséra Martina Friče
- 20. říjen – Premiéra politického filmu Pan Smith přichází (Mr.Smith goes to Washington) Franka Capry s Jimmy Stewartem v hlavní roli
- 8. listopadu
  - Frank Sinatra natáčí naposledy s kapelou Harryho Jamese. Na desku nazpíval Every Day of My Life a Ciribiribin
  - Divadelní hra Howarda Lindsay a Russela Crouse Life with Father má premiéru v New Yorku. Úspěšná Broadwayská produkce odehrála 3,224 představení a hrála se 401 týdnů. Nejúspěšnější Broadwayské nemuzikálové představení.
- 10. listopadu
  - Premiéra filmu Martina Friče Eva tropí hlouposti s Oldřichem Novým a Natašou Gollovou v hlavních rolích.
  - Premiéra českého filmu Ženy u benzinu režiséra Václava Kubáska
- 21. listopadu premiéra českého filmu Otakara Vávry Kouzelný dům s Adinou Mandlovou v hlavní roli
- Byl objeven chemický prvek francium.
- V Československu měly premiéru filmy Cesta do hlubin študákovy duše, Dědečkem proti své vůli, Dívka v modrém, Eva tropí hlouposti, Humoreska, Kouzelný dům, Kristián, Lízino štěstí, Mořská panna, Muž z neznáma, Ohnivé léto, Studujeme za školou, U pokladny stál..., Ulice zpívá a Ženy u benzinu.

### Knihy
- Karel Čapek – Měl jsem psa a kočku
- Karel Čapek – Život a dílo skladatele Foltýna
- John Fante – Zeptej se prachu
- Jaroslav Foglar – Chata v Jezerní kotlině
- Arkadij Gajdar – Čuk a Gek
- Agatha Christie – Deset malých černoušků
- James Joyce – Finnegans Wake
- Thomas Mann – Lotta ve Výmaru
- J. M. Troska – Kapitán Nemo
- Dalton Trumbo – Johnny si vzal pušku
- Jean-Paul Sartre – Zeď
- Ondřej Sekora – Trampoty brouka Pytlíka
- Rudolf Slawitschek – Pražský dobrodruh
- John Steinbeck – Hrozny hněvu
- Fritz Steuben – Tekumseh
- Volodymyr Vladko – Potomci Skytů

## Nobelova cena
- Nobelova cena za fyziku – Ernest Orlando Lawrence za objev cyklotronů k výrobě umělých radioizotopů
- Nobelova cena za fyziologii a lékařství – Gerhard Domagk za objev antibakteriálního vlivu prontosilů, sulfonamidového preparátu pro chemoterapii bakteriologických infekcí
- Nobelova cena za chemii – Adolf Butenandt za práci o pohlavních orgánech a Leopold Ružička – za práci o polymetylenech a vyšších terpenech.
- Nobelova cena za literaturu – Frans Eemil Sillanpää
- Nobelova cena za mír – nebyla v prvním roce války udělena

## Oscar
- udělení mimořádné ceny za použití barev: William Cameron Menzies za film Jih proti severu v originále Gone with the Wind
- za nejlepší film: David O. Selznick za film Jih proti severu v originále Gone with the Wind
- za nejlepší režii: Victor Fleming za film Jih proti severu v originále Gone with the Wind
- za nejlepší ženský herecký výkon v hlavní roli: Vivien Leighová za film Jih proti severu v originále Gone with the Wind
- za nejlepší ženský herecký výkon ve vedlejší roli: Hattie McDaniel za film Jih proti severu v originále Gone with the Wind
- za nejlepší výpravu: Lyle. R. Whyle za film Jih proti severu v originále Gone with the Wind
- za barevnou kameru: Ernest Haller, Ray Rennahan za film Jih proti severu v originále Gone with the Wind
- za nejlepší střih: Hal C. Kern, James E. Newcom za film Jih proti severu v originále Gone with the Wind
- za nejlepší technické zpracování: Don Musgrave za film Jih proti severu v originále Gone with the Wind

## Sport a hry
- Ladislav Prokeš zveřejnil šachovou studii, v níž představil tzv. Prokešův manévr

## Narození
Automatický abecedně řazený seznam viz Kategorie:Narození v roce 1939

### Česko

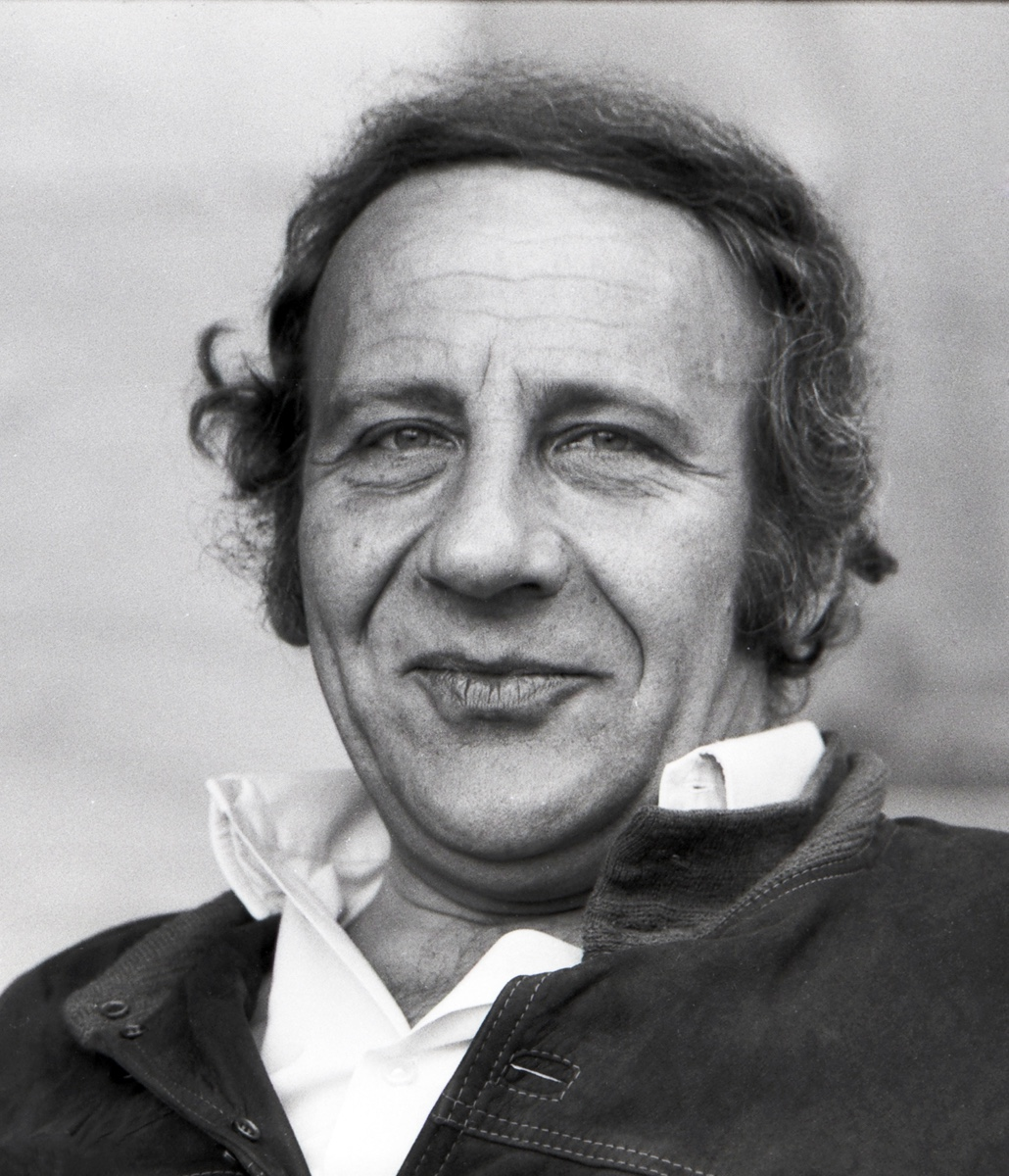
Miroslav Moravec (* 6. ledna)

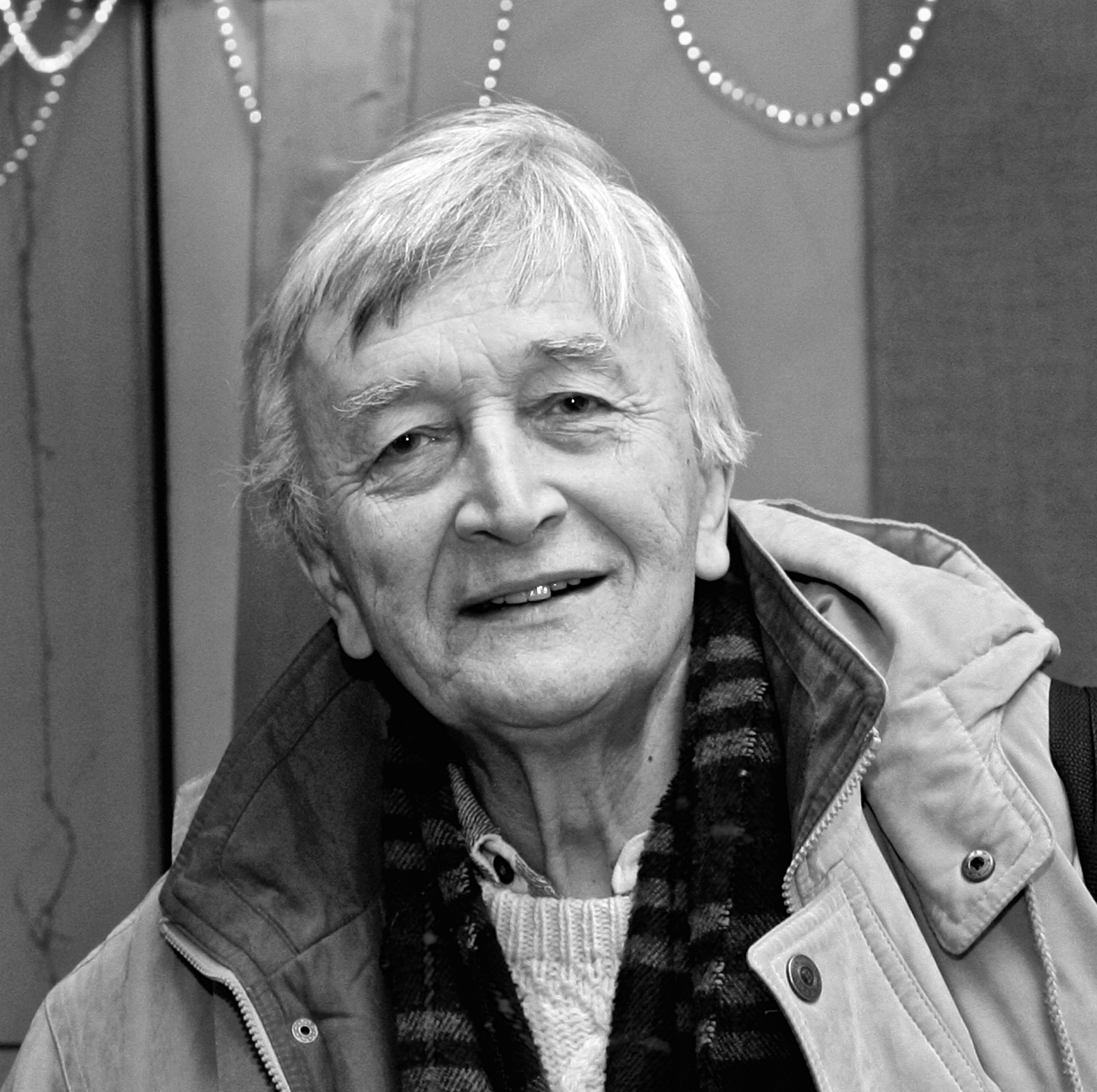
Petr Příhoda (* 17. ledna)

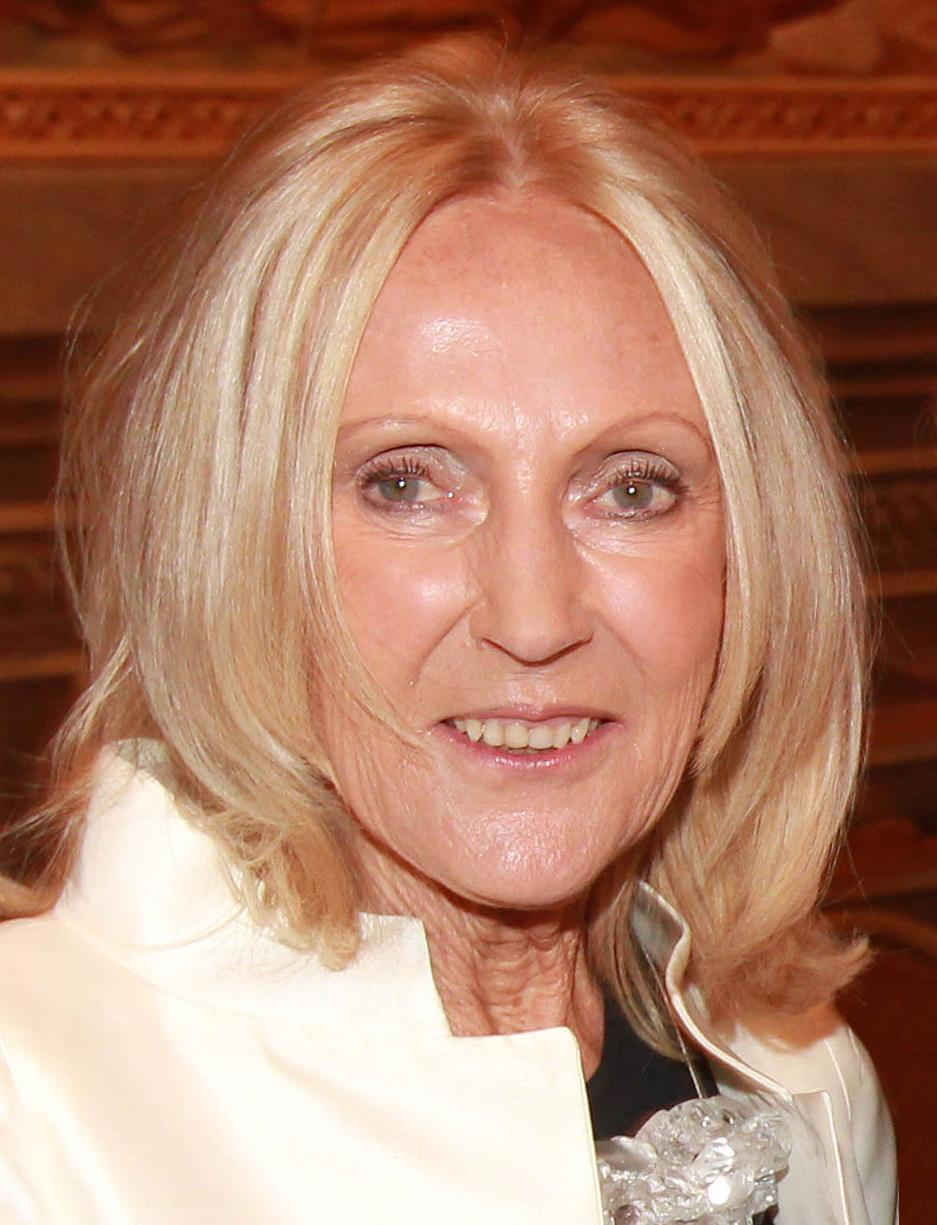
Eva Jiřičná (* 3. března)

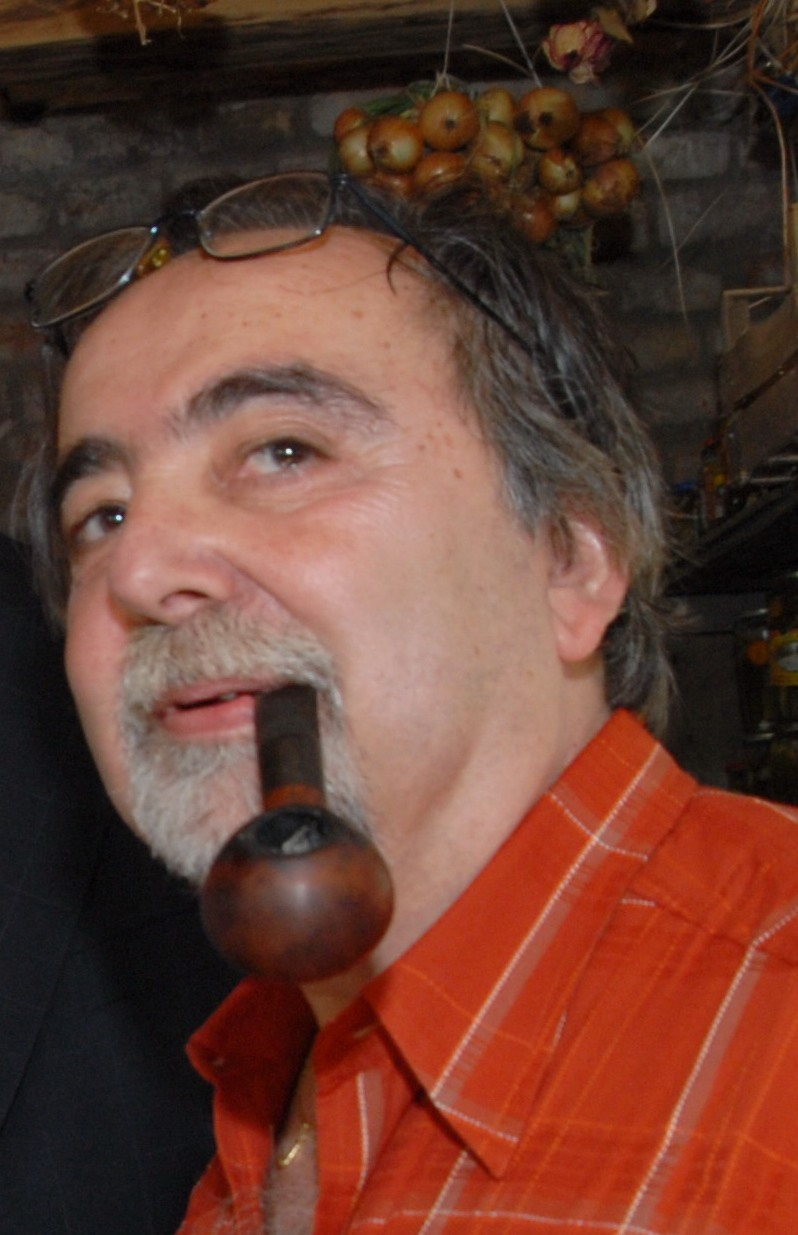
Dušan Klein (* 27. června)

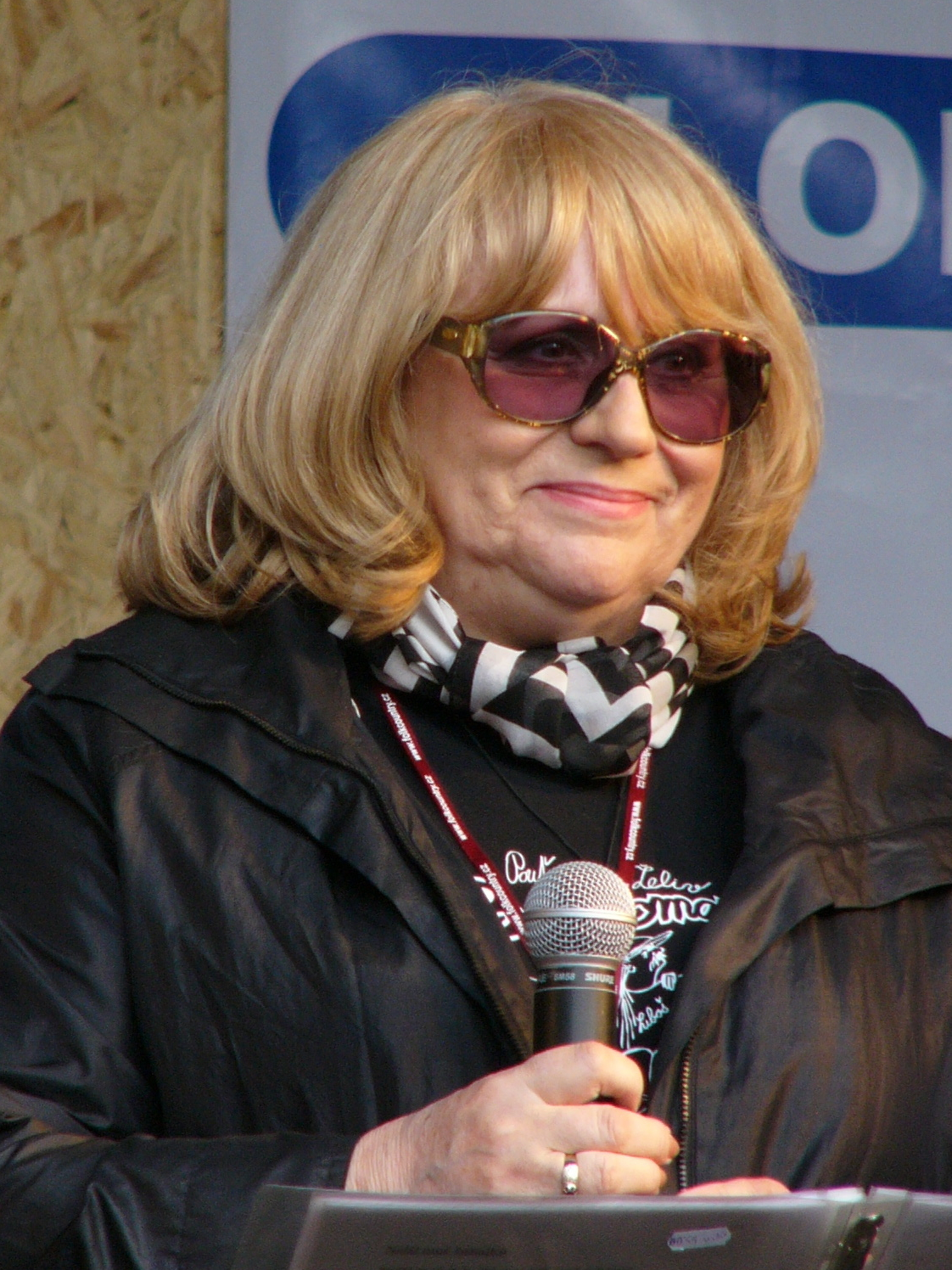
Naďa Urbánková (* 30. června)

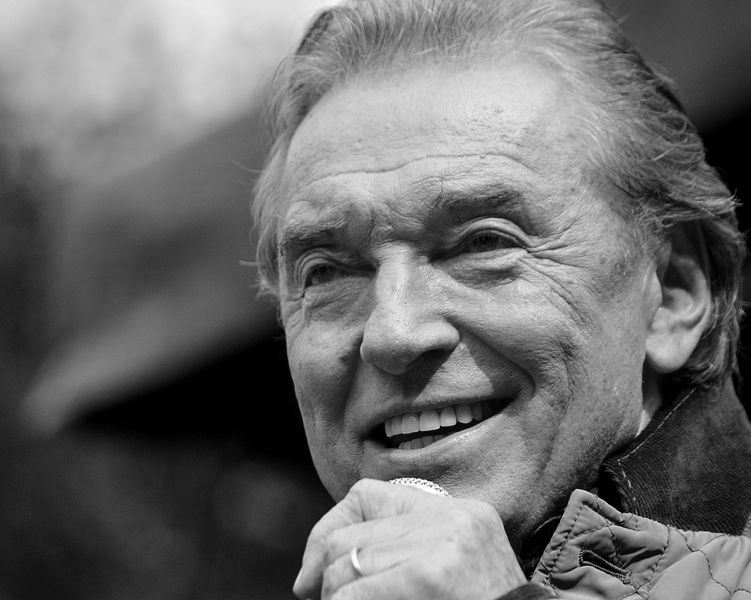
Karel Gott (* 14. července)

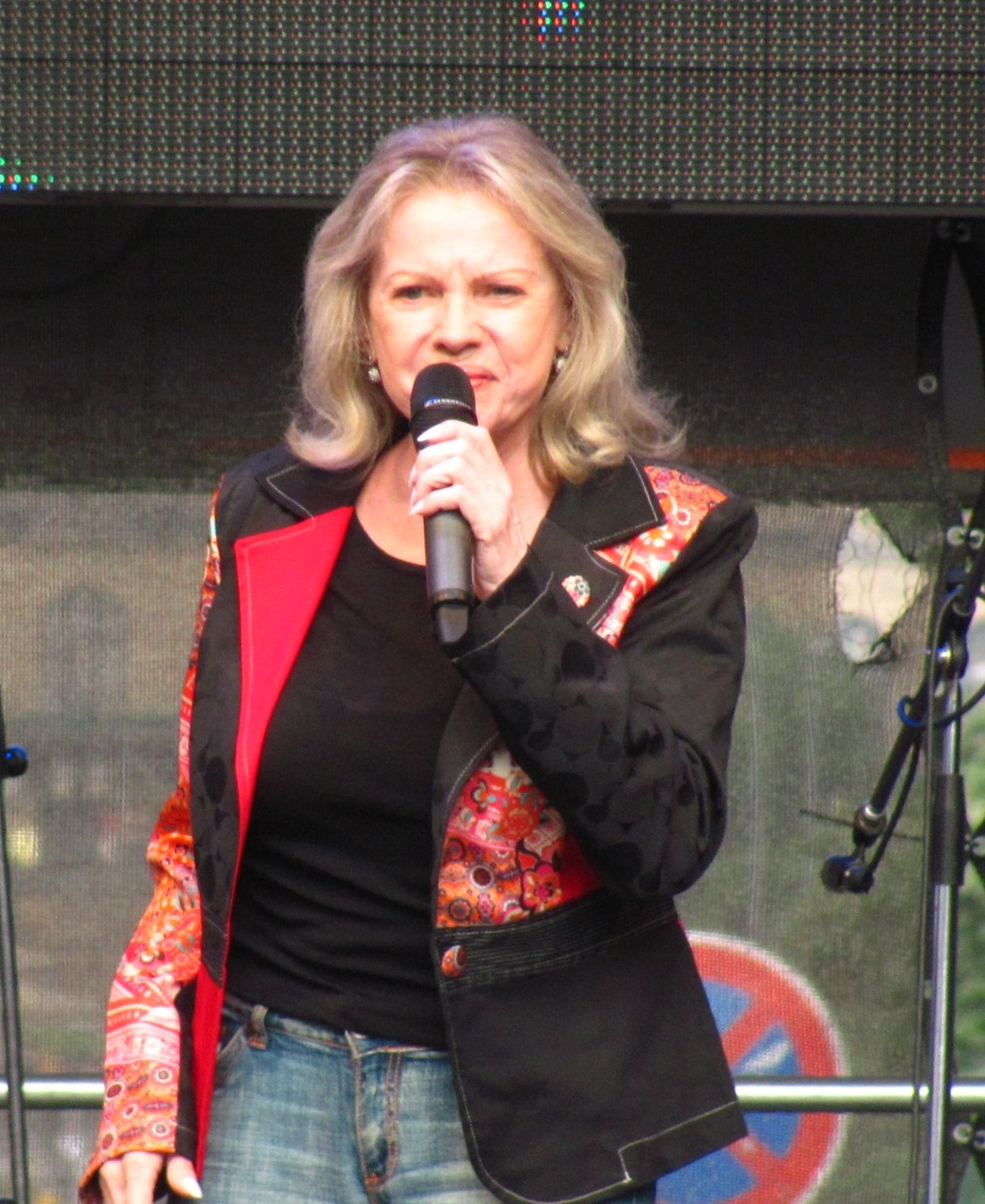
Eva Pilarová (* 9. srpna)

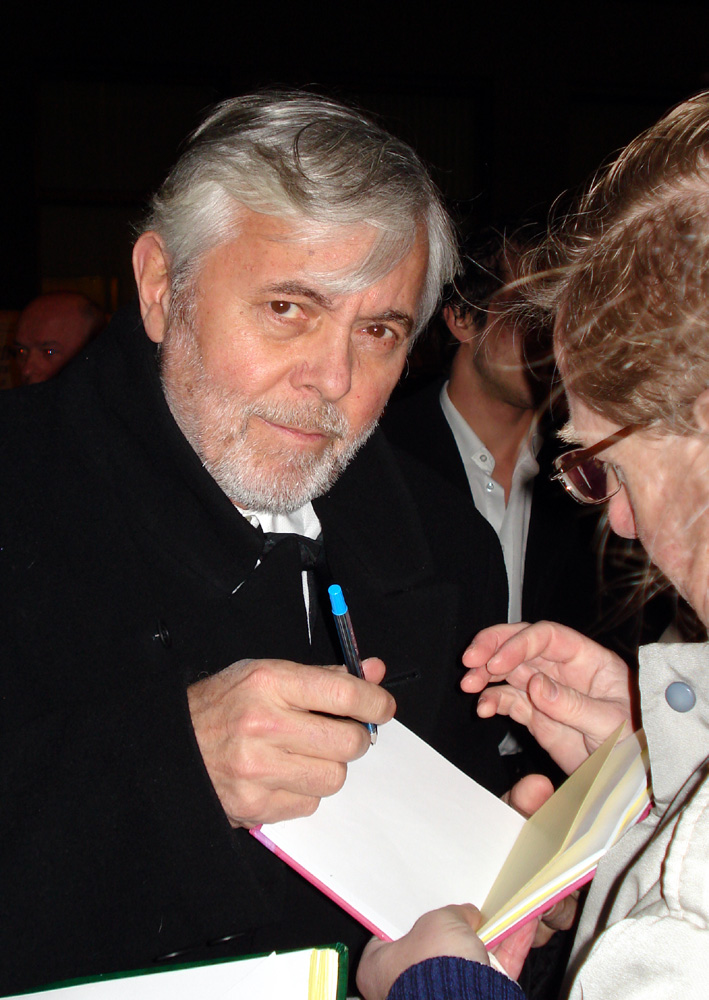
Josef Abrhám (* 14. prosince)

- 5. ledna – Jaroslav Walter, hokejista a hokejový trenér († 20. června 2014)
- 6. ledna – Miroslav Moravec, dabér a herec († 29. března 2009)
- 7. ledna – František Musil, historik († 13. května 2025)
- 17. ledna – Petr Příhoda, psychiatr, křesťanský pedagog a publicista († 14. září 2014)
- 18. ledna – Jana Červenková, spisovatelka
- 19. ledna – Jiří Zahajský, herec († 19. července 2007)
- 22. ledna
  - Emilie Strejčková, pedagožka a environmentalistka († 8. března 2009)
  - Dana Puchnarová, akademická malířka, grafička, ilustrátorka († 11. června 2025)
- 25. ledna – Luděk Rejchrt, evangelický farář, spisovatel a autor písní († 31. ledna 2019)
- 26. ledna – Ivan Steiger, karikaturista, ilustrátor, spisovatel a režisér († 14. února 2025)
- 2. února – Ladislav Mrkvička, herec († 27. prosince 2020)
- 3. února – Josef Průša, rektor Západočeské univerzity v Plzni
- 5. února
  - František Sokol, volejbalista, bronzový olympionik († 11. října 2011)
  - Evžen Zámečník, houslista, dirigent, hudební pedagog a skladatel († 19. února 2018)
- 6. února – Stanislav Oubram, herec, divadelní režisér, scenárista († 14. února 2016)
- 19. února – František Chobot, politik († 20. srpna 2013)
- 20. února – Milan Mráz, filosof, historik filosofie a překladatel († 14. prosince 2010)
- 22. února – Petr Skarlant, básník, spisovatel a překladatel († 13. května 2019)
- 23. února – Luboš Kropáček, islamolog, arabista, afrikanista
- 24. února – Jiří Fiala, matematik, analytický filozof a překladatel († 23. listopadu 2012)
- 28. února – Marta Urbanová, spisovatelka († 29. ledna 2024)
- 1. března
  - Eva Oubramová, básnířka, spisovatelka a žurnalistka († 21. června 1997)
  - Ivan Kraus, spisovatel, herec a loutkoherec
  - Jiří Pavlík, malíř, ilustrátor a grafik († 3. května 1993)
- 3. března – Eva Jiřičná, architektka a designerka žijící ve Velké Británii
- 6. března – Eva Broklová, historička († 10. března 2020)
- 7. března – Jiří Anděl, matematik († 29. dubna 2021)
- 10. března – Milan Bakeš, právník
- 12. března
  - Josef Fousek, spisovatel, básník, humorista, písničkář, cestovatel a fotograf
  - Josef Michl, chemik
- 16. března – Petr Weigl, filmový, televizní a divadelní režisér a dramaturg († 14. července 2018)
- 22. března – Josef Smolka, volejbalista, bronzový olympionik a mistr světa († 1. června 2020)
- 24. března – Petr Dudešek, hudebník, sbormistr, skladatel, scenárista a zpěvák († 21. října 2020)
- 28. března
  - Věra Kotasová, malířka, grafička, pedagožka a překladatelka († 20. dubna 2019)
  - Milan Lička, archeolog
- 29. března – Jan Mrvík, veslař, bronzový olympionik († 27. května 2023)
- 30. března
  - Jiří Hrzán, herec, zpěvák a bavič († 24. září 1980)
  - František Procházka, botanik († 26. září 2005)
- 31. března – Zdeněk Kropáček, horolezec a politik († 4. června 2022)
- 1. dubna – Jiří Stromšík, germanista, vysokoškolský pedagog a překladatel
- 13. dubna – Milan Vlček, katolický kněz († 12. prosince 1988)
- 14. dubna – Jiří Haringer, politik
- 15. dubna – Pavel Hajný, spisovatel, scenárista a dramaturg
- 19. dubna
  - Miloš Melčák, politik
  - Adolfína Tačová, sportovní gymnastka, stříbrná olympionička
  - Bedřich Šetena, herec († 3. dubna 2015)
- 22. dubna – Jaroslav Krček, hudebník, dirigent, sbormistr a hudební skladatel
- 24. dubna – Jiří Patočka, toxikolog
- 29. dubna – František Xaver Thuri, hudební skladatel, cembalista, varhaník, hobojista, hudební vědec a pedagog († 22. dubna 2019)
- 3. května – Jiří Niederle, fyzik († 22. srpna 2010)
- 9. května – Antonín Tomalík, výtvarník († 28. února 1968)
- 13. května – Pavel Valíček, botanik a agronom
- 18. května – Peter Grünberg, německý fyzik, nositel Nobelovy ceny († 7. dubna 2018)
- 25. května – Jaroslav Koloděj, řezbář loutek a amatérský dramatik († 22. dubna 2008)
- 26. května – Karel Raška, česko-americký lékař, biochemik, molekulární virolog a genetik
- 1. června – Miloš Titz, fyzikální chemik a politik
- 3. června – Jaroslava Panýrková, herečka, konferenciérka
- 4. června – Milan Zelenka, kytarista a hudební pedagog
- 5. června – Jaroslav Kříž, chemik, spisovatel a filosof
- 15. června – Karel Pala, jazykovědec a vysokoškolský pedagog († 15. února 2023)
- 21. června – Dušan Klein, režisér († 9. ledna 2022)
- 30. června – Naďa Urbánková, zpěvačka († 3. února 2023)
- 9. července – Bedřich Tylšar, hráč na lesní roh a hudební pedagog
- 14. července – Karel Gott, zpěvák († 1. října 2019)
- 27. července – Gabriela Vránová, herečka a divadelní pedagožka († 16. června 2018)
- 30. července – Alois Švehlík, herec a divadelní pedagog († 2. dubna 2025)
- 5. srpna – Jiřina Hanušová, publicistka a psychoterapeutka († 22. října 1999)
- 7. srpna – Bronislav Poloczek, herec polské národnosti († 16. března 2012)
- 8. srpna – Jana Andrsová, herečka a baletka († 16. února 2023)
- 9. srpna – Eva Pilarová, zpěvačka a herečka († 14. března 2020)
- 11. srpna – Josef Laufer, zpěvák, herec, scenárista, režisér († 20. dubna 2024)
- 18. srpna – Milan Báchorek, hudební skladatel
- 20. srpna – Albert Prouza, jeden ze spoluzakladatelů Klubu angažovaných nestraníků († 25. září 1995)
- 24. srpna – Jiří Adámek, historik a politik
- 27. srpna – Radim Šrám, molekulární epidemiolog a genetik († 29. listopadu 2022)
- 31. srpna – Jiří Lundák, veslař, bronzový olympionik
- 1. září – Pavel Kouba, fotbalový reprezentant († 13. září 1993)
- 8. září – Antonín Molčík, herec († 18. dubna 2014)
- 9. září – Jiří Načeradský, malíř, grafik a vysokoškolský pedagog († 16. dubna 2014)
- 20. září – Jaromír Šofr, kameraman a pedagog
- 22. září – Milan Čuda, volejbalista, stříbrný z olympiády 1964
- 24. září – Bohumil Med, hráč na lesní roh, pedagog
- 4. října – Angelo Michajlov, hudebník a hudební skladatel bulharského původu († 7. července 1998)
- 5. října – Stanislav Pěnička, sportovní funkcionář a politik
- 9. října
  - Alfréd Hampel, tenorista († 2. srpna 2014)
  - Oldřich Kníchal, novinář, spisovatel a překladatel († 21. března 2021)
- 11. října – Stanislav Šárský, herec († 20. června 2025)
- 12. října – Vladimír Körner, spisovatel
- 18. října – Josef Černý, hokejista, olympionik a trenér († 24. července 2025)
- 28. října – Evžen Hadamczik, fotbalový trenér († 19. září 1984)
- 3. listopadu – Jaroslav Kerles, výtvarník a karikaturista († 8. března 2014)
- 12. listopadu – Miloš Polášek, fotograf, grafik a vydavatel († 16. dubna 2017)
- 13. listopadu – Karel Brückner, fotbalový trenér
- 23. listopadu – Karel Kestner, portrétní fotograf († 11. ledna 2015)
- 24. listopadu – Pavel Rak, ilustrátor, karikaturista a esperantista
- 30. listopadu – Josef Velek, novinář a publicista († 30. dubna 1990)
- 10. prosince – Jaroslav Jiřík, hokejista († 11. července 2011)
- 11. prosince – Antonín Drábek, básník, spisovatel a vydavatel († 8. září 2015)
- 14. prosince – Josef Abrhám, herec († 16. května 2022)
- 17. prosince
  - Václav Jíra, malíř
  - Jaroslav Satoranský, herec
- 26. prosince – Jan Solpera, typograf, grafik a pedagog
- 31. prosince – Lidmila Vášová, bibliopedagožka a bibliopsycholožka († 18. února 2020)

### Svět

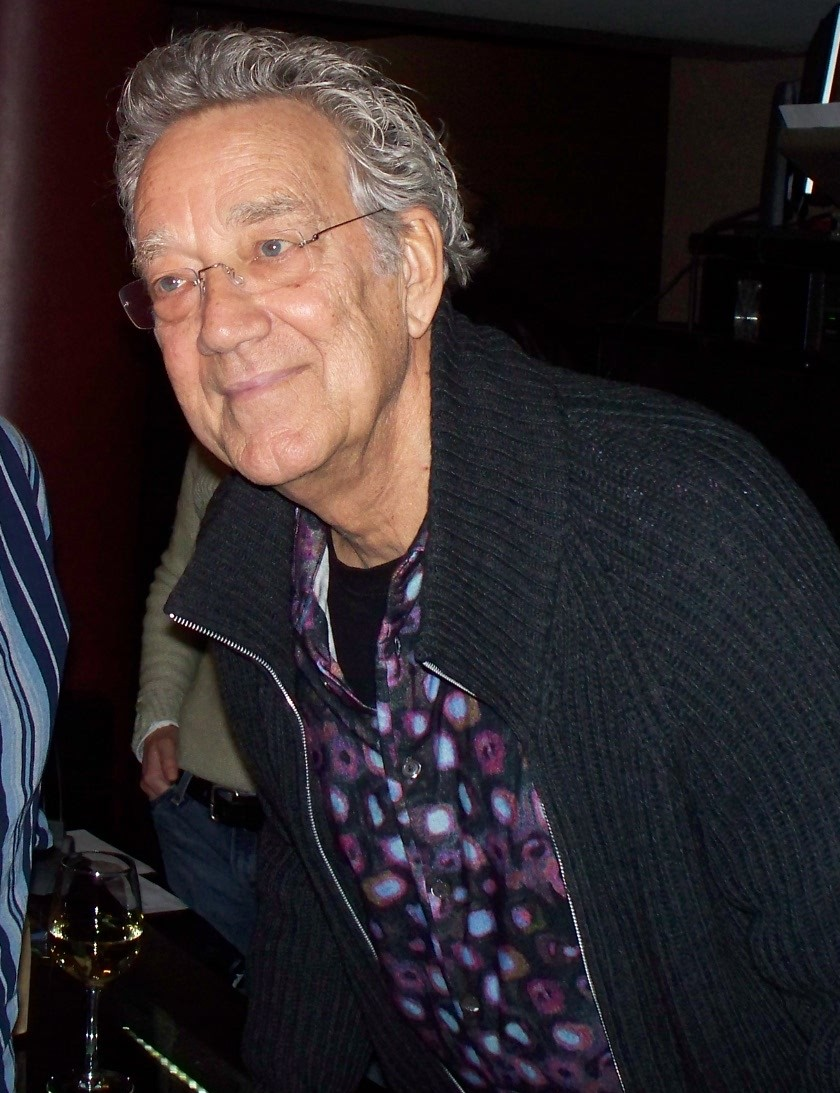
Ray Manzarek (* 12. února)

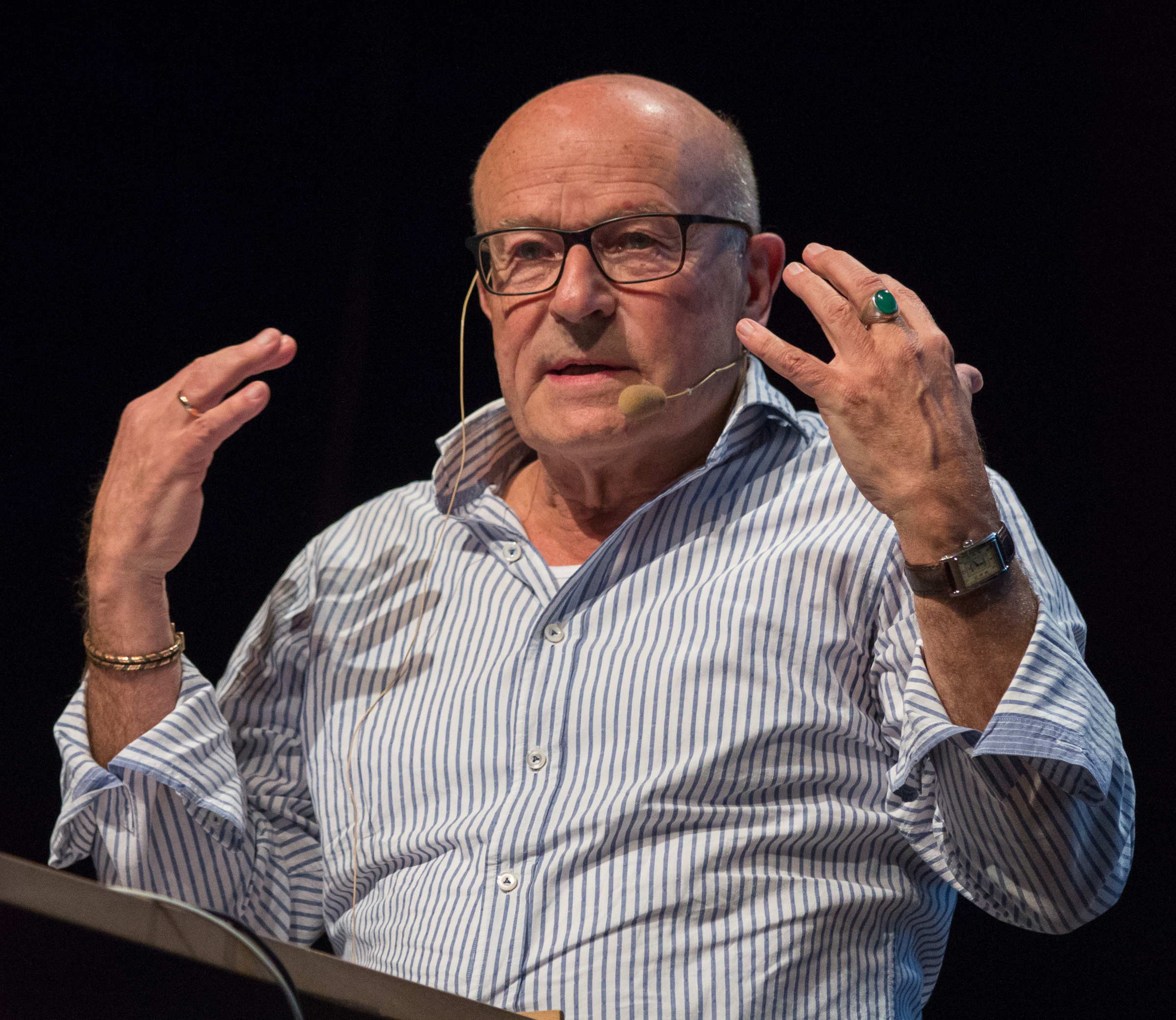
Volker Schlöndorff (* 31. března)

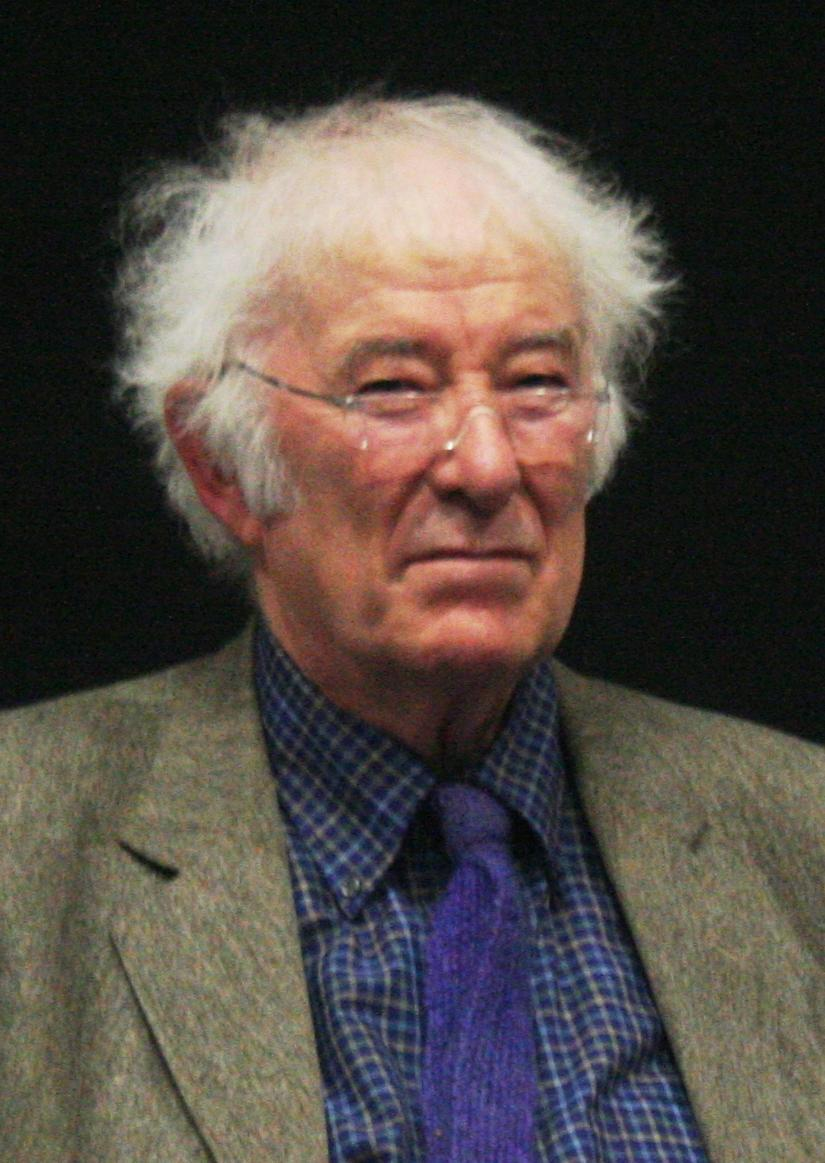
Seamus Heaney (* 13. dubna)

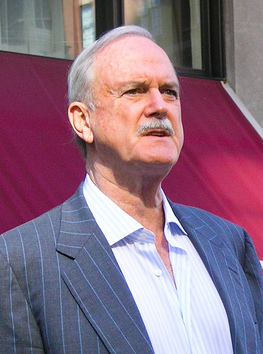
John Cleese (*& 27. října)

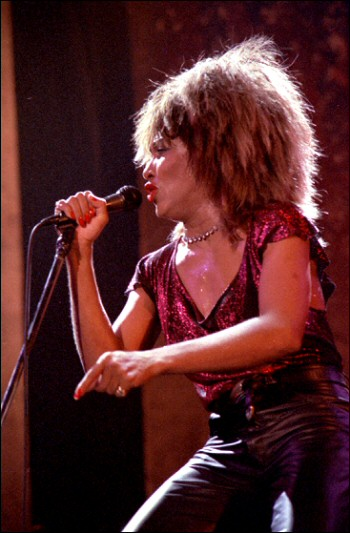
Tina Turner (* 26. listopadu)

- 1. ledna – Michèle Mercier, francouzská herečka
- 3. ledna
  - Arik Einstein, izraelský zpěvák, hudební skladatel a herec († 26. listopadu 2013)
  - Bobby Hull, kanadský lední hokejista († 30. ledna 2023)
- 6. ledna
  - Mike Farrell, americký herec, režisér, scenárista, producent a politický aktivista
  - Valerij Lobanovskyj, sovětský a ukrajinský fotbalový trenér († 13. května 2002)
- 10. ledna
  - Scott McKenzie, americký zpěvák a kytarista († 18. srpna 2012)
  - Bill Toomey, americký atlet, olympijský vítěz v desetiboji
- 12. ledna – Thomas Müller, německý hudební skladatel
- 22. ledna
  - Encarnita Polo, španělská zpěvačka a herečka
  - Alan Silva, americký kontrabasista a hráč na klávesové nástroje
- 24. ledna – Bill Dees, americký hudebník († 24. října 2012)
- 27. ledna – Miladin Ćulafić, srbský prozaik
- 28. ledna – John Fabian, americký důstojník a astronaut
- 29. ledna – Germaine Greerová, australská spisovatelka, novinářka a feministka
- 30. ledna – Alberto Suárez Inda, mexický kardinál
- 31. ledna – Romualdas Ozolas, litevský politik a veřejný činitel († 6. dubna 2015)
- 1. února
  - Claude François, francouzský zpěvák, hudební skladatel a tanečník († 11. března 1978)
  - Joe Sample, americký jazzový klavírista († 12. září 2014)
  - Fritjof Capra, rakouský fyzik, holista a teoretik
- 2. února – Dale T. Mortensen, americký ekonom, nositel Nobelovy ceny († 9. ledna 2014)
- 3. února – Dezső Novák, maďarský fotbalista († 26. února 2014)
- 5. února – Carlos Soria, španělský horolezec
- 9. února – Barry Mann, americký hudební skladatel a klavírista
- 11. února
  - Gerry Goffin, americký textař († 19. června 2014)
  - Rudolf Chmel, slovenský literární vědec a politik
- 12. února – Ray Manzarek, americký muzikant, člen skupiny The Doors († 20. května 2013)
- 13. února
  - Valerij Rožděstvenskij, sovětský kosmonaut ruské národnosti († 31. srpna 2011)
  - Beate Klarsfeld, německá novinářka a protinacistická aktivistka
- 14. února – Eugene Fama, americký ekonom, nositel Nobelovy ceny za ekonomii
- 16. února – Czesław Niemen, polský zpěvák, písničkář, klávesista a hudební experimentátor († 17. ledna 2004)
- 17. února – Mary Ann Mobleyová, americká herečka († 9. prosince 2014)
- 19. února – Vladimir Atlantov, ruský operní pěvec
- 27. února – Kenzó Takada, japonský módní návrhář (Kenzo) († 4. října 2020)
- 24. února – Abu Talib, americký kytarista († 8. října 2009)
- 28. února
  - Trịnh Công Sơn, vietnamský hudební skladatel († 1. května 2001)
  - Cchuej Čchi, americký fyzik čínského původu, držitel Nobelovy ceny
  - Jozef Iľko, slovenský meteorolog
- 1. března
  - Leo Brouwer, kubánský skladatel, kytarista a dirigent
  - Tzvetan Todorov, francouzsko-bulharský filozof, esejista a literární teoretik († 7. února 2017)
- 5. března
  - Samantha Eggarová, britská herečka
  - Kenneth Sillito, anglický houslista a dirigent
- 6. března – Peter Glotz, německý politik, publicista, politolog († 25. srpna 2005)
- 8. března – Lidija Skoblikovová, sovětská rychlobruslařka, nejúspěšnější rychlobruslařka olympijských her
- 10. března – Irina Pressová, sovětská sprinterka, dvojnásobná olympijská vítězka († 21. února 2004)
- 11. března – Orlando Beltran Quevedo, filipínský kardinál
- 13. března – Neil Sedaka, americký poprockový zpěvák, pianista a skladatel
- 14. března – William B. Lenoir, americký astronaut († 28. srpna 2010)
- 15. března – Laco Tropp, slovenský jazzový bubeník († 18. června 2018)
- 17. března – Giovanni Trapattoni, italský fotbalový trenér
- 20. března – Brian Mulroney, kanadský politik a premiér († 29. února 2024)
- 25. března – D. C. Fontana, americká televizní scenáristka (Star Trek) († 2. prosince 2019)
- 26. března – Alena Bartlová, slovenská historička
- 29. března – Terence Hill, italsko-americký herec
- 30. března – Donald Adamson, britský historik a překladatel († 18. ledna 2024)
- 31. března
  - Zviad Gamsachurdia, vědec, spisovatel, disident a první prezident Gruzie († 31. prosince 1993)
  - Jozef Mikloško, slovenský politik, bývalý místopředseda vlády ČSFR
  - Volker Schlöndorff, německý filmový režisér a producent
  - Karl-Heinz Schnellinger, německý fotbalista († 20. května 2024)
- 2. dubna – Marvin Gaye, americký soulový zpěvák († 1. dubna 1984)
- 3. dubna – François de Roubaix, francouzský hudební skladatel († 22. listopadu 1975)
- 4. dubna
  - Hugh Masekela, jihoafrický trumpetista a hudební skladatel († 23. ledna 2018)
  - Danny Thompson, britský kontrabasista
- 5. dubna
  - Leka, korunní princ albánský, jediný syn krále Zoga († 30. listopadu 2011)
  - David Winters, americký tanečník, choreograf, producent, režisér, scenárista a herec († 23. dubna 2019)
- 6. dubna – Lev Berinski, izraelský básník, spisovatel, novinář a překladatel
- 7. dubna – Francis Ford Coppola, americký filmový scenárista, režisér a producent
- 8. dubna – Edwin Frederick O'Brien, americký kardinál
- 10. dubna – Claudio Magris, italský spisovatel, překladatel, germanista
- 12. dubna – Ilan Chet, izraelský mikrobiolog
- 13. dubna – Seamus Heaney, irský spisovatel, nositel Nobelovy ceny
- 16. dubna – Dusty Springfield, britská zpěvačka († 2. března 1999)
- 18. dubna
  - Glen Hardin, americký klavírista a aranžér
  - Sajjid Alí Chameneí, duchovní vůdce Íránu
  - Jozef Kučerák, místopředseda vlády Slovenské republiky
- 20. dubna – Gro Harlem Brundtlandová, norská politička, diplomatka a lékařka
- 21. dubna – John McCabe, anglický hudební skladatel a klavírista († 13. února 2015)
- 23. dubna – Jozef Adamovič, slovenský herec a pedagog
- 24. dubna – Ján Melkovič, slovenský hudební skladatel a herec († 21. března 2004)
- 25. dubna – Tarcisio Burgnich, italský fotbalista († 26. května 2021)
- 27. dubna
  - David de Kretser, australský lékař a sociální aktivista
  - Stanisław Dziwisz, arcibiskup krakovský, osobní sekretář Jana Pavla II.
- 1. května
  - Judy Collins, americká hudebnice
  - Susan Husseyová, společnice britské panovnice Alžběty II.
  - France Rumilly, francouzská herečka
- 4. května
  - Amos Oz, izraelský spisovatel, esejista a žurnalista
  - Iva Mojžišová, slovenská teoretička a historička umění († 26. ledna 2014)
- 7. května
  - Sidney Altman, kanadský chemik, nositel Nobelovy ceny († 5. dubna 2022)
  - Ruggero Deodato, italský herec, režisér a scenárista († 29. prosince 2022)
  - Ruud Lubbers, nizozemský politik († 14. února 2018)
- 9. května – Ralph Boston, americký atlet, olympijský vítěz ve skoku do dálky († 30. dubna 2023)
- 13. května
  - Peter Frenkel, německý atlet, chodec, olympijský vítěz v chůzi
  - Harvey Keitel, americký herec
- 16. května – Pascal Salin, francouzský libertariánský ekonom († 23. května 1992)
- 17. května – Donald Cozzens, americký katolický kněz a spisovatel
- 18. května – Giovanni Falcone, italský prokurátor, bojovník proti mafii († 23. května 1992)
- 19. května
  - Francis Scobee, americký letec a astronaut († 28. ledna 1986)
  - Livio Berrutti, italský atlet, sprinter, olympijský vítěz
  - Sonny Fortune, americký jazzový saxofonista a flétnista († 25. října 2018)
  - Jānis Lūsis, sovětský atlet lotyšské národnosti, olympijský vítěz v hodu oštěpem († 29. dubna 2020)
- 21. května – Heinz Holliger, švýcarský skladatel, hobojista, dirigent a klavírista
- 22. května
  - Ian Underwood, americký hudebník a hudební skladatel
  - Dick Berk, americký jazzový bubeník († 8. února 2014)
  - Paul Winfield, americký herec
- 23. května
  - Marvin Stamm, americký jazzový trumpetista
  - Duncan Druce, britský houslista, hudební skladatel a muzikolog († 12. října 2015)
- 25. května – Ian McKellen, britský herec
- 26. května – Merab Kostava, gruzínský disident, básník a hudebník († 13. října 1989)
- 27. května
  - Alta Vášová, slovenská spisovatelka
  - Don Williams, americký country zpěvák a skladatel († 8. září 2017)
- 28. května – Ladislav Bielik, slovenský fotograf († ? 1984)
- 30. května – Dieter Quester, rakouský automobilový závodník, pilot Formule 1
- 31. května – Haraldur Sigurðsson, islandský vulkanolog a geochemik
- 3. června – Ian Hunter, anglický zpěvák-skladatel a frontman rockové skupiny Mott the Hoople
- 5. června – Joe Clark, kanadský politik
- 8. června
  - Norman Davies, britský historik
  - Bill Watrous, americký jazzový pozounista († 2. července 2018)
- 9. června – Kornel Smržík, slovenský pedagog, básník, výtvarník a politik († 20. ledna 2002)
- 11. června
  - Bernard Purdie, americký bubeník
  - Jackie Stewart, skotský pilot Formule 1, mistr světa
- 16. června – Albert Dailey, americký jazzový klavírista († 26. června 1984)
- 17. června – Krzysztof Zanussi, polský režisér a scenárista
- 18. června – Jack Herer, americký politický aktivista († 15. dubna 2010)
- 19. června – Al Wilson, americký zpěvák († 21. dubna 2008)
- 20. června – Bob Neuwirth, americký zpěvák, producent, skladatel a výtvarník
- 21. červen – Alojz Lorenc, poslední náčelník Státní bezpečnosti
- 22. června – Ada Jonathová, izraelská odbornice na krystalografii
- 29. června – Sante Gaiardoni, italský cyklista, olympijský vítěz († 30. listopadu 2023)
- 30. června
  - Pavol Suržin, slovenský básník († 28. února 1992)
  - José Emilio Pacheco, mexický spisovatel († 26. ledna 2014)
- 1. července – Karen Blacková, americká herečka († 8. srpna 2013)
- 6. července
  - Jet Harris, anglický baskytarista a člen skupiny The Shadows († 18. března 2011)
  - Mary Petersová, britská atletka, olympijská vítězka v pětiboji
- 7. července
  - Karol Šafárik, slovenský tenista a tenisový trenér
  - Jelena Obrazcovová, ruská operní pěvkyně († 12. ledna 2015)
- 10. července – Mavis Staples, americká zpěvačka
- 14. července – Peter Duryea, americký herec († 24. března 2013)
- 15. července – Aníbal Cavaco Silva, portugalský prezident
- 16. července
  - William Bell, americký zpěvák
  - Denise LaSalle, americká bluesová zpěvačka († 8. ledna 2018)
- 17. července – Spencer Davis, britský hudebník, multiinstrumentalista
- 18. července
  - Brian Auger, britský hudebník
  - Dion DiMucci, americký zpěvák, kytarista a hudební skladatel
- 19. července – Bernhard Gröschel, německý jazykovědec, slavista a vysokoškolský pedagog († 4. října 2009)
- 20. července – Judy Chicagová, americká umělkyně, malířka, sochařka, spisovatelka, feministka
- 21. července
  - Jamey Aebersold, americký jazzový saxofonista
  - Kim Fowley, americký hudební producent a skladatel († 15. ledna 2015)
- 24. července – Charles McPherson, americký jazzový altsaxofonista a hudební skladatel
- 26. července – John Howard, australský politik
- 27. července – William Eggleston, americký novinářský fotograf
- 29. července – Amarildo, brazilský fotbalový útočník
- 31. července – John Tong Hon, čínský kardinál
- 2. srpna – Wes Craven, americký režisér a herec († 30. srpna 2015)
- 3. srpna – Jimmie Nicol, anglický bubeník
- 8. srpna
  - David Ray Griffin, americký filosof a teolog
  - Viorica Viscopoleanuová, rumunská skokanka do dálky, světová rekordmanka a olympijská vítězka
- 9. srpna
  - Butch Warren, americký jazzový kontrabasista († 5. října 2013)
  - Romano Prodi, italský politik
- 10. srpna – Kate O'Mara, anglická televizní, filmová a divadelní herečka († 30. března 2014)
- 13. srpna – Howard Tate, americký zpěvák a skladatel († 2. prosince 2011)
- 16. srpna
  - Seán Brady, irský kardinál
  - Valerij Rjumin, sovětský a ruský kosmonaut († 6. června 2022)
  - Billy Joe Shaver, americký zpěvák a skladatel „outlaw country“
- 17. srpna
  - Ed Sanders, americký zpěvák, aktivista a básník
  - Luther Allison, americký bluesový zpěvák a kytarista († 12. srpna 1997)
- 19. srpna – Ginger Baker, anglický bubeník († 6. října 2019)
- 20. srpna
  - Eddie Paskey, americký herec († 17. srpna 2021)
  - Enrico Rava, italský jazzový trumpetista
  - Valerij Ševčuk, ukrajinský prozaik
- 21. srpna
  - James Burton, americký kytarista
  - Festus Mogae, prezident Botswany
- 22. srpna – Valerie Harper, americká filmová a divadelní herečka († 30. srpna 2019)
- 26. srpna – Fred Milano, americký doo-wopový zpěvák († 1. ledna 2012)
- 27. srpna – Nikola Pilić, jugoslávský tenista chorvatské národnosti
- 28. srpna – Otto Gerhard Oexle, německý historik († 16. května 2016)
- 29. srpna – Joel Schumacher, americký filmový scenárista, režisér a producent († 22. června 2020)
- 30. srpna
  - John Peel, anglický DJ († 25. října 2004)
  - Elizabeth Ashley, americká herečka
- 31. srpna
  - Paul Winter, americký saxofonista
  - Cleveland Eaton, americký jazzový hudebník († 5. července 2020)
- 2. září – Bohumil Puskailer, slovenský fotograf († 7. července 2013)
- 5. září
  - Clay Regazzoni, švýcarský automobilový závodník († 15. prosince 2006)
  - George Lazenby, australský herec
- 6. září – David Allan Coe, americký country zpěvák a skladatel
- 7. září – Hans Dieter Schäfer, německý básník a literární teoretik
- 9. září
  - Lev Bukovský, slovenský matematik († 30. listopadu 2021)
  - Zbigniew Namysłowski, polský jazzový saxofonista († 7. února 2022)
  - Re'uven Rivlin, izraelský prezident
- 10. září – Cynthia Lennon, manželka hudebníka Johna Lennona († 1. dubna 2015)
- 13. září
  - Richard Kiel, americký herec († 10. září 2014)
  - Guntis Ulmanis, prezident Lotyšska
  - Joel-Peter Witkin, americký fotograf
- 17. září – Vladimir Meňšov, ruský herec a režisér († 5. července 2021)
- 18. září – Jorge Sampaio, politik, právník a prezident Portugalska († 10. září 2021)
- 22. září
  - Rudolf Flotzinger, rakouský muzikolog
  - Džunko Tabei, japonská horolezkyně, první žena na Mount Everestu († 20. října 2016)
- 24. září – Wayne Henderson, americký jazzový pozounista († 5. dubna 2014)
- 29. září
  - Larry Linville, americký herec a komik († 10. dubna 2000)
  - Július Toček, slovenský veslař, bronz na OH 1964 († 7. října 2004)
- 30. září – Jean-Marie Lehn, francouzský chemik, Nobelova cena za chemii 1987
- 2. října – Jurij Glazkov, sovětský kosmonaut ruské národnosti († 9. prosince 2008)
- 4. října – Ivan Mauger, novozélandský motocyklový plochodrážní jezdec († 16. dubna 2018)
- 7. října
  - John Hopcroft, americký počítačový teoretický vědec
  - Harold Kroto, anglický chemik, Nobelova cena za chemii 1996 († 30. dubna 2016)
  - Mel Brown, americký bluesový zpěvák a kytarista († 20. března 2009)
  - Laurent Monsengwo Pasinya, kardinál z Demokratické republiky Kongo
- 8. října
  - Harvey Pekar, americký autor komiksů († 12. července 2010)
  - Elvīra Ozoliņa, sovětská atletka lotyšské národnosti, olympijská vítězka v hodu oštěpem
  - Paul Hogan, australský herec
- 9. října – John Pilger, australský žurnalista a dokumentarista († 30. prosince 2023)
- 11. října
  - Maria Buenová, brazilská tenistka († 8. června 2018)
  - Zenon Grocholewski, polský kardinál († 17. července 2020)
- 12. října – Carolee Schneemann, americká malířka
- 13. října – Jan Drabina, polský historik a univerzitní profesor
- 14. října – Ralph Lauren, americký módní návrhář
- 15. října
  - Bert Wilson, americký jazzový saxofonista († 6. června 2013)
  - Telesphore Placidus Toppo, indický kardinál († 4. října 2023)
- 16. října
  - Amancio Amaro, španělský fotbalista († 21. února 2023)
  - Gerold Späth, švýcarský spisovatel
- 18. října – Lee Harvey Oswald, americký atentátník na prezidenta J. F. Kennedyho († 24. listopadu 1963)
- 19. října
  - Wu Tchien-ming, čínský filmový režisér († 4. března 2014)
  - Peter Latz, německý zahradní architekt
- 20. října – Daniel Prévost, francouzský divadelní a filmový herec a humorista
- 21. října – János Varga, maďarský zápasník, olympijský vítěz († 29. prosince 2022)
- 22. října
  - George Cohen, anglický fotbalista († 23. prosince 2022)
  - Joaquim Chissano, mosambický prezident
- 24. října – F. Murray Abraham, americký herec
- 27. října
  - John Cleese, britský herec, komik, spisovatel a filmový producent
  - Albert Wendt, samojský spisovatel
- 28. října – Giulio Angioni, italský spisovatel a antropolog († 12. ledna 2017)
- 29. října – Rob Nilsson, americký filmový režisér a herec
- 30. října – Grace Slick, americká zpěvačka a malířka
- 31. října
  - John Guerin, americký bubeník († 5. ledna 2004)
  - Ali Farka Touré, malijský kytarista († 7. března 2006)
- 1. listopadu
  - Roger Kellaway, americký jazzový klavírista a hudební skladatel
  - Bernard Kouchner, francouzský lékař a politik
- 2. listopadu – Richard Serra, americký umělec a sochař
- 4. listopadu – Václav Kruta, francouzský archeolog a historik česko-francouzského původu
- 7. listopadu – Barbara Liskovová, americká informatička
- 9. listopadu – Paul Cameron, americký psycholog
- 10. listopadu
  - Russell Means, americký indiánský herec a politik († 22. října 2012)
  - Hubert Laws, americký jazzový flétnista
  - Andrew Cyrille, americký jazzový bubeník
- 11. listopadu – Klavdija Bojarskichová, sovětská běžkyně na lyžích, olympijská vítězka († 12. prosince 2009)
- 12. listopadu
  - Lucia Poppová, slovenská operní zpěvačka († 16. listopadu 1993)
  - Siegfried Schneider, německý volejbalista
- 13. listopadu – Idris Muhammad, americký jazzový bubeník († 29. července 2014)
- 16. listopadu – Tor Åge Bringsværd, norský spisovatel, dramatik a překladatel
- 18. listopadu
  - Margaret Atwoodová, kanadská spisovatelka, básnířka, feministická a sociální aktivistka
  - John O'Keefe, americko-britský neurovědec, Nobelova cena za fyziologii a lékařství 2014
- 19. listopadu – Emil Constantinescu, prezident Rumunska
- 25. listopadu – Martin Feldstein, americký konzervativní ekonom, poradce prezidentů USA
- 26. listopadu
  - Art Themen, anglický jazzový saxofonista
  - Tina Turner, americká rocková zpěvačka a herečka († 24. května 2023)
- 27. listopadu
  - István Kozma, maďarský zápasník, dvojnásobný olympijský šampión († 9. dubna 1970)
  - Laurent-Désiré Kabila, prezident Konžské demokratické republiky († 16. ledna 2001)
- 2. prosince – Ja'el Dajanová, izraelská spisovatelka a politička († 18. května 2024)
- 5. prosince – Ricardo Bofill, španělský architekt a urbanista († 14. ledna 2022)
- 8. prosince – James Galway, severoirský flétnista
- 12. prosince – Michael Gazzaniga, americký kognitivní neurovědec a psycholog
- 14. prosince – Stephen Cook, americký informatik
- 15. prosince – Jimmy Justice, anglický popový zpěvák
- 16. prosince – Barney McKenna, irský hudebník, hráč na banjo, mandolínu a melodeon († 5. dubna 2012)
- 25. prosince
  - Don Alias, americký jazzový perkusionista († 29. března 2006)
  - Bob James, americký zpěvák a hráč na klávesové nástroje
- 26. prosince
  - Eduard Kukan, slovenský politik († 10. února 2022)
  - Phil Spector, americký hudební producent († 16. ledna 2021)
- 28. prosince
  - Jake Holmes, americký zpěvák a kytarista
  - Michael Hinz, německý herec († 6. listopadu 2008)
- 29. prosince – Konrad Fiałkowski, polský vědec a spisovatel
- 30. prosince – Felix Pappalardi, americký producent, skladatel, zpěvák a baskytarista († 17. dubna 1983)

## Úmrtí
Automatický abecedně řazený seznam viz Kategorie:Úmrtí v roce 1939

### Česko
- 9. ledna

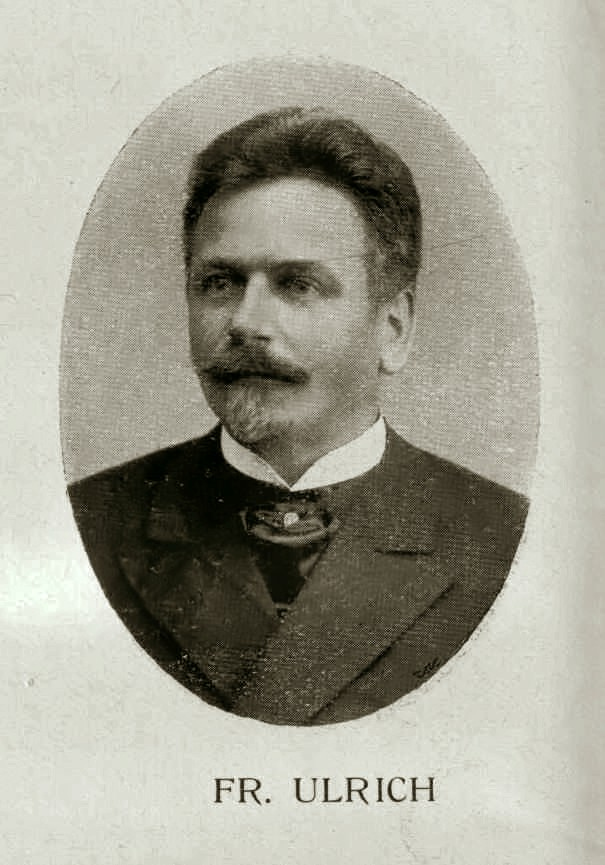
František Ulrich († 18. května)

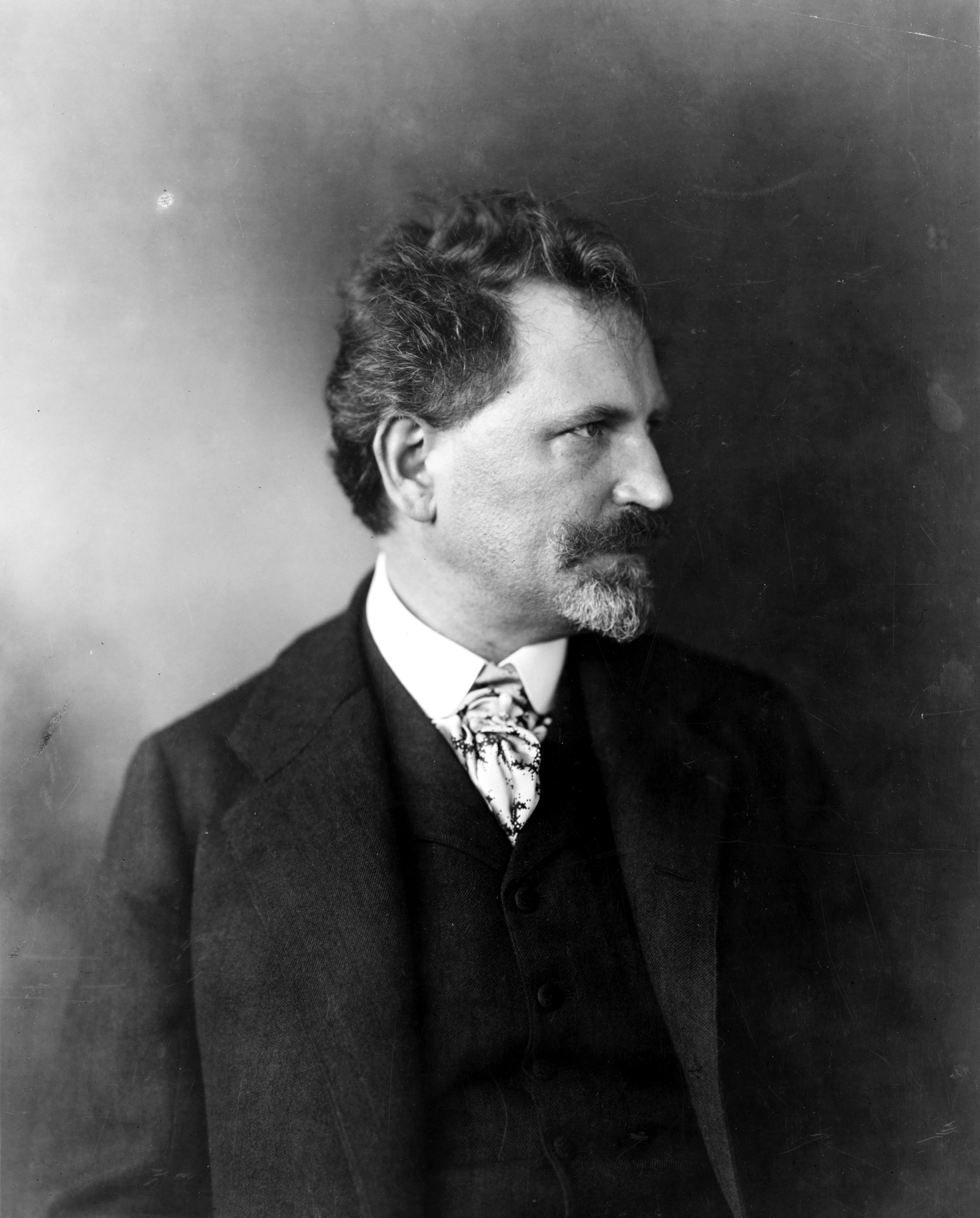
Alfons Mucha († 14. července)

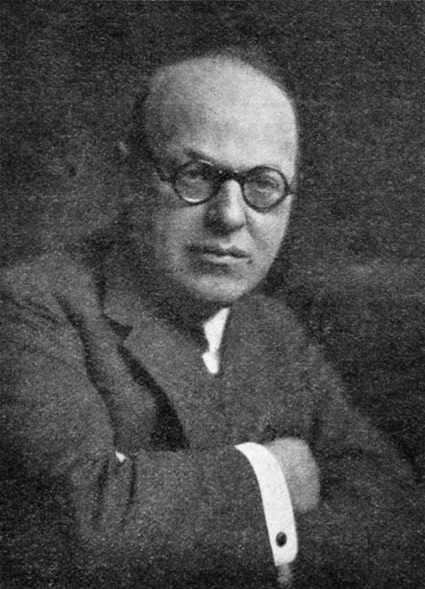
Arne Novák († 26. listopadu)

  - Josef V. Sterzinger, filolog a lexikograf (* 28. prosince 1866)
  - Johann Gerstner, houslista a hudební pedagog (* 17. srpna 1851)
- 12. ledna – Miloš Weingart, jazykovědec, slavista, byzantolog, literární historik a překladatel (* 21. listopadu 1890)
- 24. ledna – Ferry Seidl, filmový režisér a herec (* 1. října 1881)
- 28. ledna – František Serafínský Procházka, redaktor, básník a spisovatel (* 15. ledna 1861)
- 29. ledna
  - Josef Taschek, československý politik německé národnosti (* 31. července 1857)
  - Antonín Klír, konstruktér vodních staveb a profesor vodního stavitelství (* 14. prosince 1864)
- 5. února – Jan Václav Novák, hudební skladatel a klarinetista (* 30. března 1876)
- 10. února – Jozef Kállay, čs. ministr pro správu Slovenska (* 12. srpna 1881)
- 11. února – Jan Kvíčala, šachový mistr (* 1868)
- 12. února – František Mareš, archivář a spisovatel (* 28. prosince 1850)
- 16. února – Ferdinand Vach, hudební skladatel, dirigent a sbormistr (* 25. února 1860)
- 21. února – Václav Šturc, první předseda Komunistické strany Československa (* 21. srpna 1858)
- 12. března – Rudolf Kříženecký, architekt a profesor (* 28. října 1861)
- 16. března – Wilhelm Herlinger, československý politik německé národnosti (* 11. února 1873)
- 17. března – Štěpán Habarta, politik (* 26. prosince 1878)
- 18. března – Otakar Bas, právník a politik (* 21. března 1879)
- 20. března
  - Valeš Lísa, sběratel slováckých lidových písní (* 15. února 1867)
  - Emanuel Vencl, politik (* 28. dubna 1874)
- 23. března – T. E. Tisovský, spisovatel (* 19. ledna 1863)
- 29. března – Ferdinand Vaněk, malíř a vlastivědný pracovník (* 19. prosince 1849)
- 6. dubna – Václav Panýrek-Vaněk, poštovní úředník a spisovatel (* 6. ledna 1865)
- 7. dubna – Karel Špillar, malíř a grafik (* 21. listopadu 1871)
- 12. dubna
  - František Nachtikal, fyzik (* 1. prosince 1874)
  - Jan Vladimír Hráský, stavební inženýr, hydrolog a balneolog (* 24. dubna 1857)
- 16. dubna – Vilém Votruba, politik (* 25. února 1870)
- 17. dubna – Josef Králíček, kanovník Katedrální kapituly u sv. Štěpána v Litoměřicích (* 13. ledna 1870)
- 22. dubna – Karel Bulíř, lékař a popularizátor (* 7. srpna 1868)
- 27. dubna – Franz Kaufmann, politik německé národnosti (* 5. dubna 1876)
- 12. května – Jaroslav Budínský, politik (* 17. září 1865)
- 18. května – František Ulrich, starosta Hradce Králové, básník (* 6. února 1859)
- 22. května – Jiří Mahen, spisovatel (* 12. prosince 1882)
- 23. května – Theodor von Liebieg, liberecký podnikatel (* 15. června 1872)
- 11. června – František Pavel, kladenský starosta (* 19. ledna 1869)
- 16. června – Viktor Roman Moser, hudební skladatel a pedagog (* 7. února 1864)
- 19. června – Václav Johanis, ministr pro zásobování lidu (* 26. února 1872)
- 2. července – Otakar Mařák, operní pěvec (tenor) (* 5. ledna 1872)
- 14. července – Alfons Mucha, malíř a designér období secese (* 24. července 1860)
- 8. srpna – Josef Egem, pěvec, hudební skladatel a pedagog (* 18. listopadu 1874)
- 11. srpna – Karel Kotrba, sochař (* 17. ledna 1893)
- 4. září – Karel Hermann-Otavský, právník, rektor Univerzity Karlovy (* 2. května 1866)
- 8. září – Josef Wenig, malíř, jevištní a kostýmní výtvarník (* 12. února 1885)
- 17. září – Alois Roudnický, kněz a politik (* 20. ledna 1877)
- 19. září – Jindřich Veselý, loutkářský badatel a autor loutkových her (* 15. července 1885)
- 23. září – Jan Fleischmann, hokejista (* 6. července 1885)
- 26. září – Kamil Nagy, nejvyšší představitel Českobratrské církve evangelické (* 24. června 1873)
- 27. září – Václav Švambera, geograf a vysokoškolský pedagog (* 10. ledna 1866)
- 28. září – Antonín Žáček, novinář a překladatel (* 15. listopadu 1880)
- 6. října – Bohumil Vavroušek, fotograf lidové architektury (* 25. června 1875)
- 11. října – Hans Hartl, československý politik německé národnosti (* 17. května 1858)
- 20. října – Josef Omáčka, varhaník a hudební skladatel (* 30. března 1869)
- 28. října – Václav Sedláček, oběť střelby při protinacistických demonstracích 28. října 1939 (* 22. dubna 1917)
- 3. listopadu
  - Václav Draxl, politik (* 16. ledna 1874)
  - Jan Hanuš Máchal, slavista, literární historik a filolog (* 25. října 1855)
- 11. listopadu – Jan Opletal, student, zabit při protinacistické demonstraci (* 1. ledna 1915)
- 14. listopadu – Johann Schlenz, papežský prelát a konzistorní rada v Praze a v Litoměřicích (* 27. prosince 1867)
- 15. listopadu – Jozef Buday, československý politik slovenské národnosti (* 28. ledna 1877)
- 17. listopad
  - Josef Adamec, student popravený 17. listopadu 1939 (* 18. prosince 1909)
  - Josef Matoušek, historik a vysokoškolský pedagog (* 13. ledna 1906)
  - Bedřich Koula, studentský funkcionář popravený nacisty (* 1. března 1913)
  - Jaroslav Klíma, studentský funkcionář popravený nacisty (* 18. května 1913)
  - Jan Černý, studentský funkcionář popravený 17. listopadu 1939 (* 20. listopadu 1914)
  - Jan Weinert, studentský funkcionář popravený 17. listopadu 1939 (* 18. prosince 1914)
- 17. listopadu – Václav Šaffránek, vysokoškolský student a studentský funkcionář popravený nacisty (* 11. prosince 1920)
- 22. listopadu – Xaver Dvořák, kněz a básník (* 29. listopadu 1858)
- 26. listopadu
  - Bohumil Zahradník-Brodský, prozaik (* 21. srpna 1862)
  - Arne Novák, literární historik (* 2. března 1880)
- 28. listopadu – František Josef Andrlík, učitel, spisovatel knih pro mládež a překladatel (* 21. září 1852)
- 1. prosince – Emil Franke, dlouholetý ministr vlád Československé republiky (* 3. dubna 1881)
- 4. prosince – František Vejdovský, zoolog (* 24. října 1849)
- 14. prosince – Antonín Sládek, politik (* 11. prosince 1863)
- 16. prosince – Antonín Drašar, herec, režisér a divadelní ředitel (* 8. března 1880)
- 25. prosince – Ján Brežný, politik (* 27. března 1871)
- 31. prosince – Bohumil Matějů, duchovní a hudební skladatel (* 20. dubna 1888)

### Svět

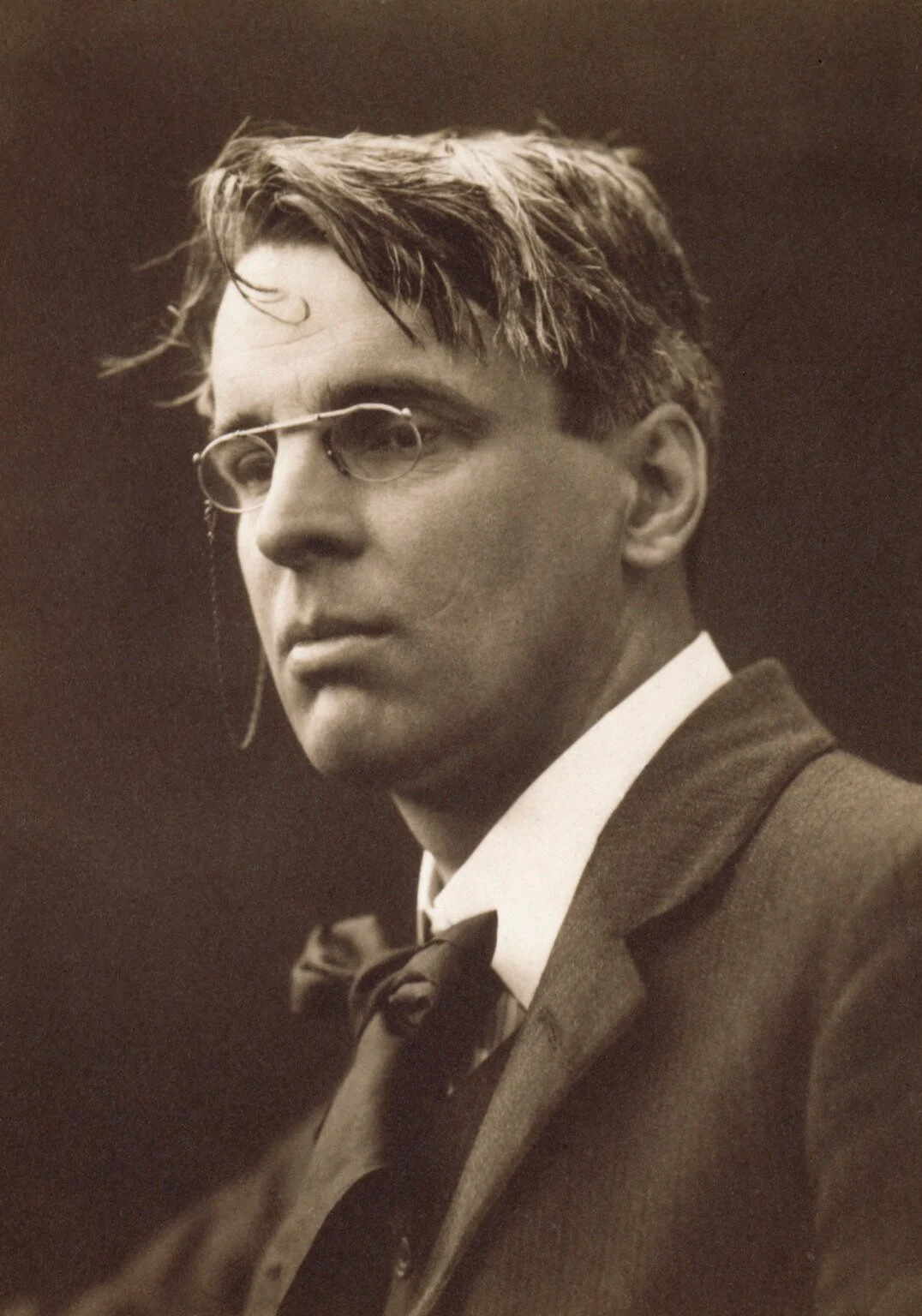
William Butler Yeats († 28. ledna)

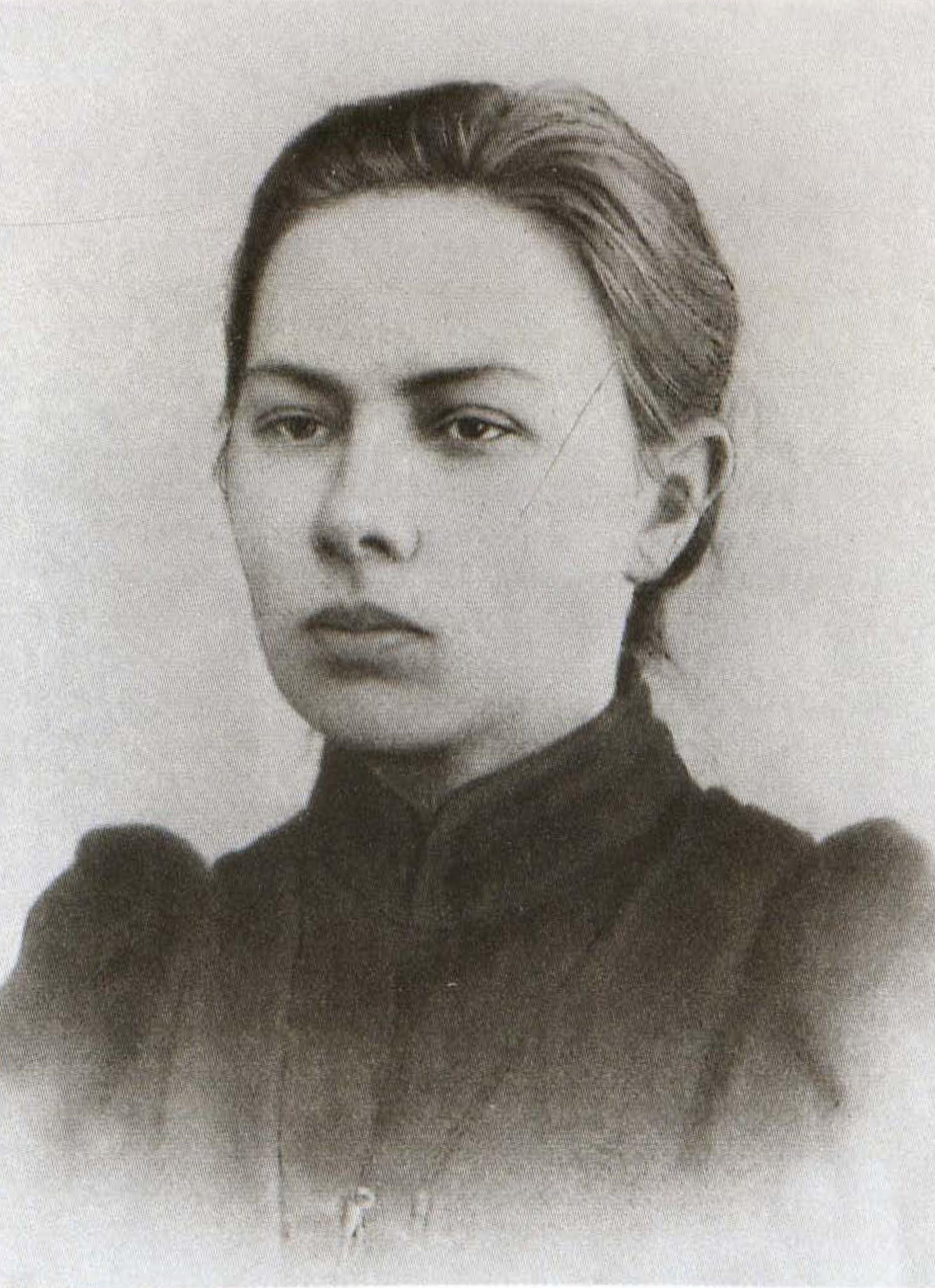
Naděžda Krupská († 28. února)

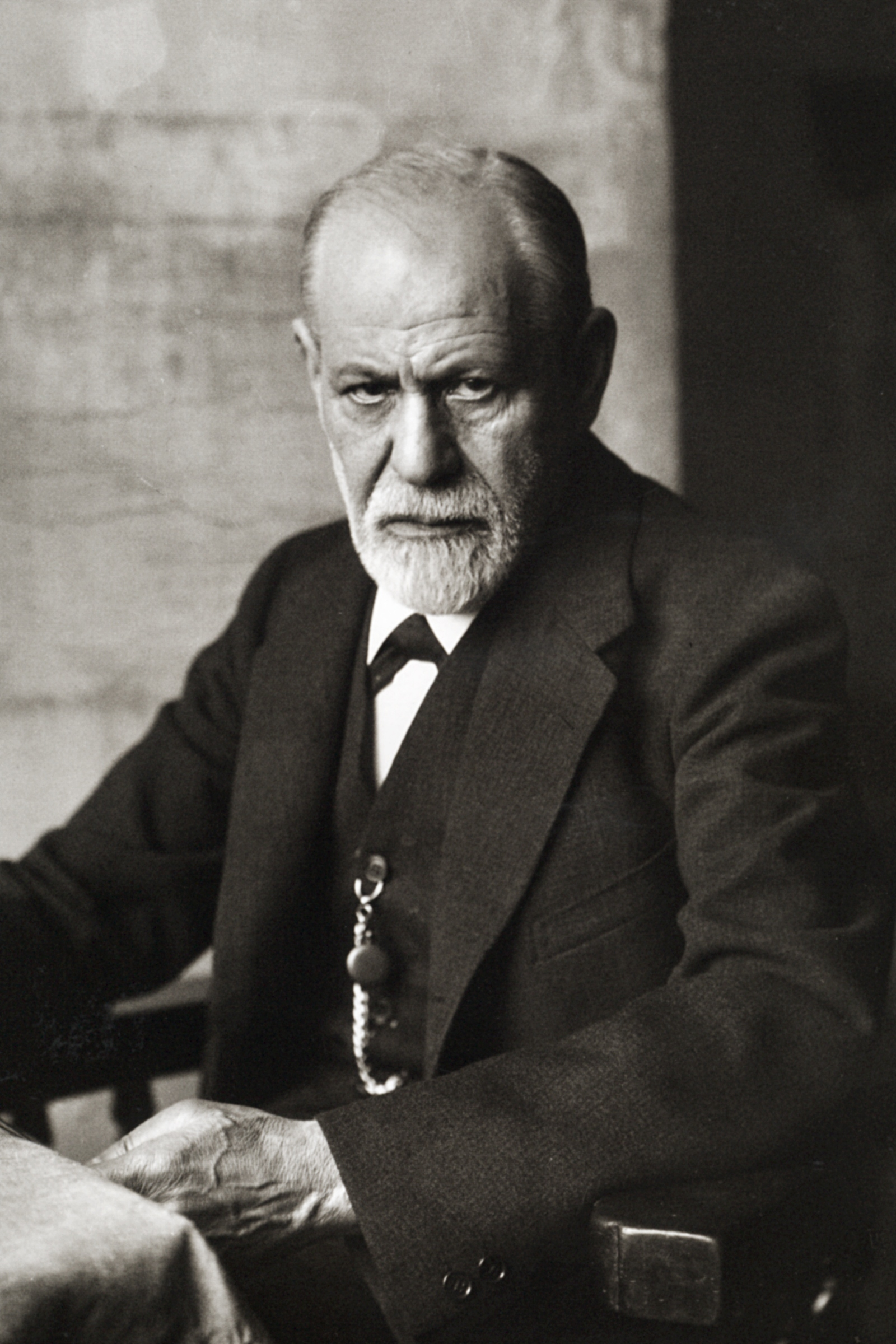
Sigmund Freud († 23. září)

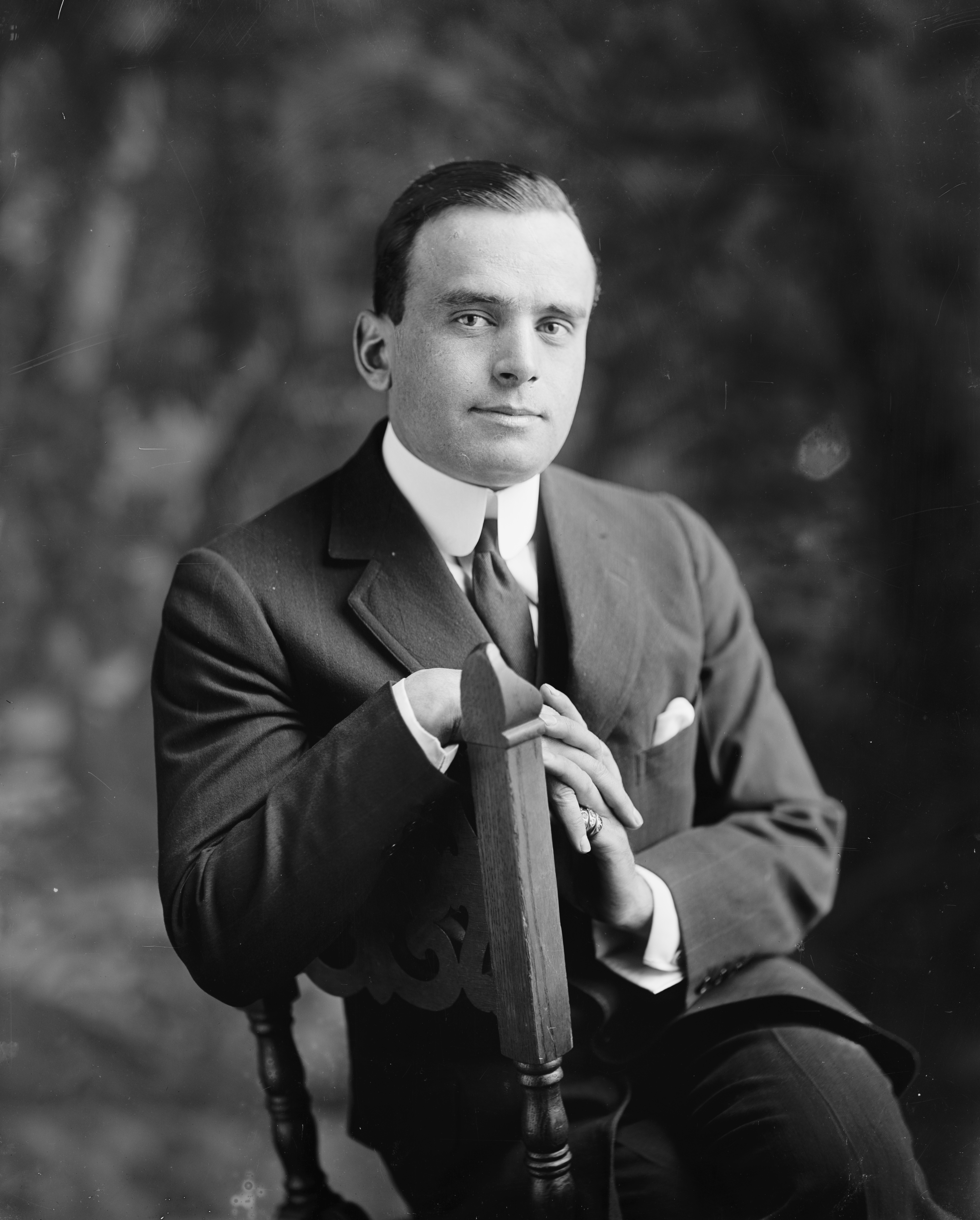
Douglas Fairbanks († 12. prosince)

- 2. ledna – Roman Dmowski, polský politik a státník (* 1864)
- 3. ledna – František Jehlička, slovenský kněz a politik (* 14. ledna 1879)
- 8. ledna – Frank Stoker, irský tenista a ragbista (* 1867)
- 9. ledna – Johann Gerstner, český houslista a hudební pedagog (* 17. srpna 1851)
- 14. ledna – Valdemar Dánský, dánský princ (* 27. října 1858)
- 17. ledna – Zoltán Bálint, maďarský architekt (* 6. března 1871)
- 18. ledna – Ivan Mozžuchin, ruský filmový herec (* 8. října 1889)
- 22. ledna – Peder Østlund, norský rychlobruslař, mistr světa (* 7. května 1872)
- 23. ledna – Matthias Sindelar, rakouský fotbalista (* 10. února 1903)
- 24. ledna
  - Jerzy Wiktor Madeyski, předlitavský politik polského původu (* 1872)
  - Maximilian Bircher-Benner, švýcarský lékař a průkopník ve stravovacím výzkumu (* 1867)
  - Julius von Kennel, estonský přírodovědec (* 10. června 1854)
  - Manuel Penella, španělský hudební skladatel (* 31. července 1880)
- 27. ledna – Lewis Jones, velšský spisovatel a politický aktivista (* 28. prosince 1897)
- 28. ledna – William Butler Yeats, anglicky píšící irský básník, dramatik a esejista, nositel Nobelovy ceny (* 1865)
- 2. února – Vladimir Šuchov, ruský vědec, architekt a amatérský fotograf (* 1853)
- 4. února – Edward Sapir, americký jazykovědec a antropolog (* 1884)
- 7. února – Anselm Polanco, blahoslavený, španělský mučedník (* 16. dubna 1881)
- 10. února
  - Vladimir Antonov-Ovsejenko, sovětský bolševický vůdce a diplomat (* 21. března 1883)
  - Pius XI., papež (* 31. května 1857)
- 11. února – Franz Schmidt, rakouský violoncellista, klavírista, hudební skladatel a pedagog (* 22. prosince 1874)
- 18. února – Jakub Lorenc-Zalěski, lužickosrbský spisovatel (* 18. července 1874)
- 22. února
  - Alexandr Jegorov, sovětský armádní velitel a oběť Stalinských čistek (* 1883)
  - Antonio Machado, španělský básník (* 1875)
- 27. února – Naděžda Krupská, ruská revolucionářka, pedagožka, sovětská politička a manželka V. I. Lenina (* 1869)
- 2. března – Howard Carter, britský archeolog a egyptolog (* 1874)
- 4. března – Rudolf Samojlovič, ruský a sovětský polární badatel, geograf, geolog, profesor (* 1881)
- 6. března – Ferdinand von Lindemann, německý matematik (* 1852)
- 11. března – Albert Boehringer, německý chemik a podnikatel (* 11. srpna 1861)
- 13. března – Lucien Lévy-Bruhl, francouzský filozof (* 10. dubna 1857)
- 23. března – Ján Svetlík, slovenský vojenský pilot (* 12. června 1913)
- 1. dubna
  - Anton Semjonovič Makarenko, ukrajinský a sovětský spisovatel a pedagog, tvůrce systému kolektivní výchovy (* 1888)
  - Alojzy Kosiba, polský františkánský řeholník (* 29. června 1855)
- 4. dubna – František Horváth, slovenský houslista a primáš, šiřitel slovenských lidových písní (* 1855)
- 7. dubna – Mary Steen, dánská fotografka (* 28. října 1856)
- 12. dubna – B.M. Patton, prezident Mezinárodní hokejové federace (* 5. března 1876)
- 18. dubna – Hugo Charlemont, rakouský malíř (* 1850)
- 19. dubna – Sima Marković, srbský politik (* 8. listopadu 1888)
- 20. dubna – František Salvátor Rakousko-Toskánský, rakouský arcivévoda a generál (* 1874)
- 24. dubna – Louis Trousselier, francouzský cyklista (* 29. června 1881)
- 28. dubna – Leo Karel Habsbursko-Lotrinský, rakouský arcivévoda z těšínské linie (* 5. července 1893)
- 4. května – Ghazi I., irácký král (* 1912)
- 11. května – Jevgenij Karlovič Miller, ruský generál a jeden z vůdců bělogvardějců (* 1867)
- 19. května – Karl Radek, sovětský komunistický politik (* 31. října 1885)
- 21. května – Grigorij Sokolnikov, sovětský politik a diplomat (* 15. srpna 1888)
- 22. května – Ernst Toller, německý dramatik, básník a levicový aktivista (* 1. prosince 1893)
- 24. května – Aleksander Brückner, polský jazykovědec-slavista, filolog, lexikograf a historik literatury (* 1856)
- 27. května – Joseph Roth, rakouský spisovatel a novinář (* 1894)
- 29. května – Urszula Ledóchowska, polská šlechtična, řeholnice, učitelka a vychovatelka (* 1865)
- 4. června – Pavle Popović, srbský profesor filosofie a publicista (* 16. dubna 1868)
- 6. června – Raymond Orteig, americký hoteliér, vypisovatel Orteigovy ceny (* 1870)
- 16. června – Christoph Voll, německý grafik a sochař (* 27. července 1897)
- 17. června – Johann Franz, horský vůdce v Tatrách (* 1863)
- 22. června – Benjamin Tucker, americký anarchoindividualista, editor a vydavatel (* 1854)
- 29. června – Mehmed Spaho, bosenský politik, předseda první muslimské politické strany (* 13. března 1883)
- 4. července – Louis Wain, anglický malíř a kreslíř (* 1860)
- 8. července – Havelock Ellis, anglický sexuolog (* 2. února 1859)
- 15. července – Eugen Bleuler, švýcarský psychiatr, tvůrce termínu schizofrenie (* 1857)
- 18. července – Paul Schneider, německý evangelický pastor, mučedník nacistického režimu (* 29. srpna 1897)
- 21. července – Alexandr Jan z Thurn-Taxisu, šlechtic z české linie starobylého rodu Thurn-Taxisů (* 1. prosince 1851)
- 7. srpna – Thomas Andrew, novozélandský fotograf (* 1855)
- 9. srpna – Fritz Waerndorfer, rakouský průmyslník, mecenáš umění (* 1868)
- 11. srpna – Paul Epstein, německý matematik (* 24. července 1871)
- 12. srpna – Katarina Beskowová, švédská šachová mistryně (* 1867)
- 17. srpna – Wojciech Korfanty, vicepremiér Polské republiky (* 20. dubna 1873)
- 28. srpna – Eugène-Henri Gravelotte, francouzský šermíř, první moderní olympijský vítěz ve fleretu (* 1876)
- 1. září – Paul Nadar, francouzský portrétní fotograf (* 1856)
- 3. září – Edvard Westermarck, finský filosof, antropolog a sociolog (* 1862)
- 6. září – Arthur Rackham, anglický ilustrátor (* 1867)
- 9. září – Józef Czechowicz, polský básník (* 15. března 1903)
- 11. září – Konstantin Aleksejevič Korovin, ruský malíř (* 5. prosince 1861)
- 12. září – Fjodor Raskolnikov, sovětský bolševický velitel a diplomat (* 28. leden 1892)
- 13. září – Olav Duun, norský spisovatel (* 21. listopadu 1876)
- 18. září – Stanisław Ignacy Witkiewicz, polský dramatik, malíř, fotograf, autor antiutopických románů (* 1885)
- 23. září – Sigmund Freud, rakouský lékař, zakladatel psychoanalýzy (* 6. května 1856)
- 24. září
  - Danilo Alexandr Petrović-Njegoš, černohorský korunní princ (* 29. června 1871)
  - Carl Laemmle, průkopník americké filmové produkce a zakladatel Universal Studios (* 1867)
- 13. října – Ford Sterling, americký herec a režisér (* 3. listopadu 1883)
- 18. října – Emanuel Weidenhoffer, ministr financí Rakouska (* 28. ledna 1874)
- 23. října – Zane Grey, americký spisovatel westernů (* 31. ledna 1872)
- 28. října – Alice Brady, americká herečka (* 1892)
- 31. října
  - Otto Rank, rakouský psychoanalytik (* 1884)
  - Lev Nowakowski, polský kněz, mučedník, blahoslavený (* 28. června 1913)
- 16. listopadu – John Smulders, nizozemský katolický lékař (* 10. ledna 1872)
- 28. listopadu – James Naismith, kanadský vysokoškolský pedagog, zakladatel sportovní disciplíny basketbalu (* 1861)
- 29. listopadu
  - Philipp Scheidemann, německý politik a publicista (* 1865)
  - Marie Bádenská, poslední anhaltská vévodkyně (* 26. července 1865)
- 3. prosince – Luisa Sasko-Koburská, britská princezna (* 1848)
- 12. prosince – Douglas Fairbanks, americký herec, režisér, scenárista a producent (* 1883)
- 23. prosince – Anthony Fokker, nizozemský letecký konstruktér a výrobce letadel (* 6. dubna 1890)
- 29. prosince – Guy Ballard, zakladatel Hnutí Já jsem (* 28. července 1878)

## Hlavy států
- Belgie – Leopold III. (1934–1951)

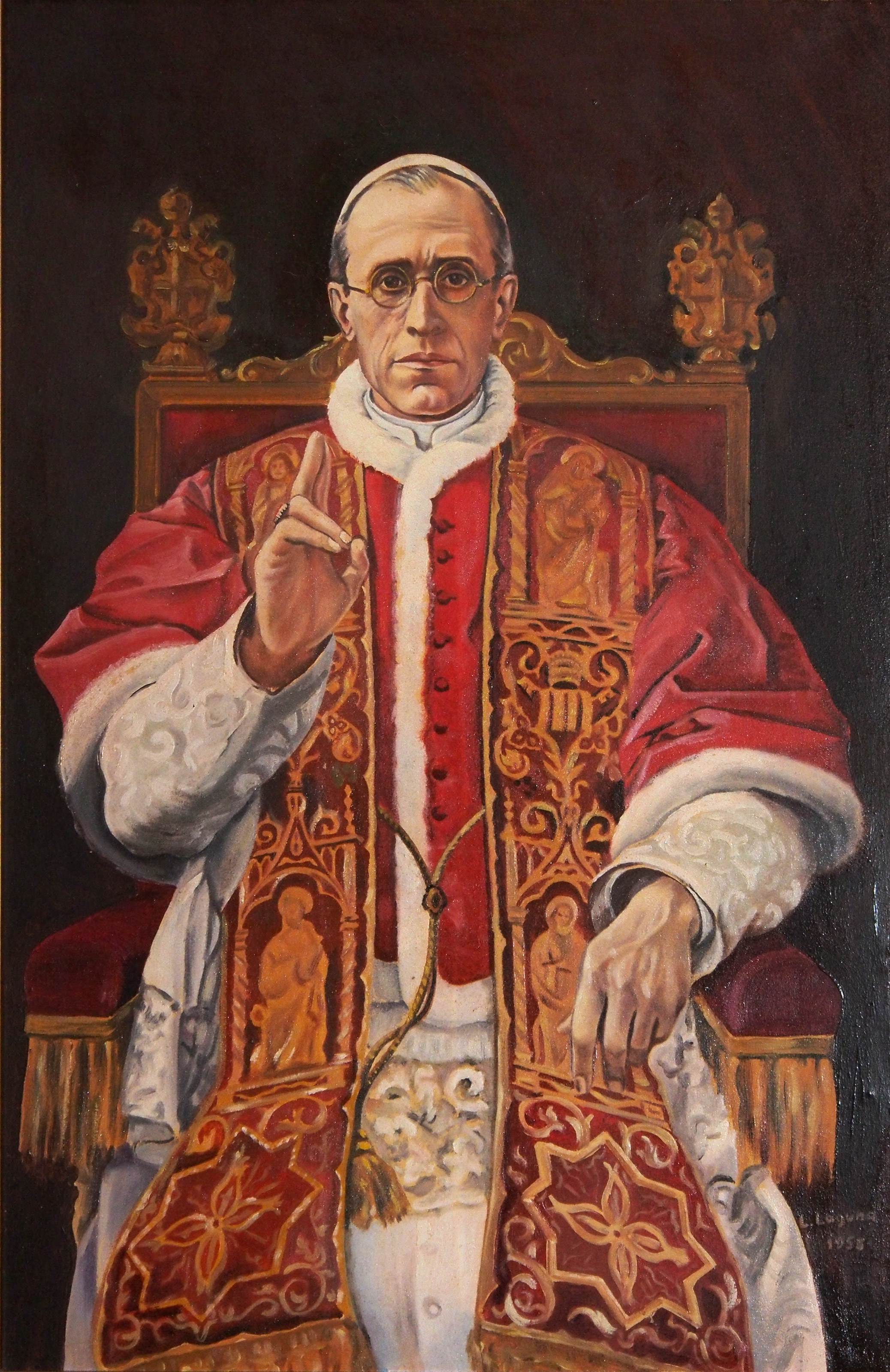
Papežem byl v roce 1939 zvolen Pius XII.

- Československo – Emil Hácha (1938–1939)
  - Protektorát Čechy a Morava – Emil Hácha (1939–1945)
  - Slovensko – Jozef Tiso (1939–1945)
- Dánsko – Kristián X. (1912–1947)
- Francie – Albert Lebrun (1932–1940)
- Itálie – Viktor Emanuel III. (1900–1946)
- Maďarsko – Miklós Horthy (1920–1944)
- Německo – Adolf Hitler (1934–1945)
- Nizozemsko – Vilemína Nizozemská (1890–1948)
- Polsko – Ignacy Mościcki (1926–1939)
- Portugalsko – Óscar Carmona (1926–1951)
- Řecko – Jiří II. (1935–1947)
- Sovětský svaz – Josif Vissarionovič Stalin (1922–1953)
- Království Velké Británie – Jiří VI. (1936–1952)
- Španělsko – Francisco Franco (1936–1975)
- Švédsko – Gustav V. (1907–1950)
- Japonsko – Hirohito (1926–1989)
- USA – Franklin Delano Roosevelt (1933–1945)
- Turecko – İsmet İnönü (1938–1950)
- Papež – Pius XI. (1929–1939) / Pius XII. (1939–1958)